# Liste der Träger des Verdienstordens des Landes Baden-Württemberg
Diese Liste zählt die Träger der Verdienstmedaille des Landes Baden-Württemberg und – seit deren Umbenennung am 26. Juni 2009 – die Träger des Verdienstordens des Landes Baden-Württemberg auf. Die Zahl der lebenden Träger des Ordens ist auf 1000 Personen begrenzt. Bisher wurde der Orden insgesamt 2052-mal (Stand 2024) verliehen.
| 1975 \| 1976 \| 1977 \| 1978 \| 1979 \| 1980 \| 1981 \| 1982 \| 1983 \| 1984 \| 1985 \| 1986 \| 1987 \| 1988 \| 1989 \| 1990 \| 1991 \| 1992 \| 1993 \| 1994 \| 1995 \| 1996 \| 1997 \| 1998 \| 1999 \| 2000 \| 2001 \| 2002 \| 2003 \| 2004 \| 2005 \| 2006 \| 2007 \| 2008 \| 2009 \| 2010 \| 2011 \| 2012 \| 2013 \| 2014 \| 2015 \| 2016 \| 2017 \| 2018 \| 2019 \| 2020 \| 2021 \| 2022 \| 2023 \| 2024 \| 2025 |

## 1975
Die Verleihungen fanden am 26. April und am 22. November 1975 im Neuen Schloss in Stuttgart statt.
- Karl Ackermann, Mannheim
- Lore Arnold, Reutlingen
- Karl Heinrich Bauer, Heidelberg
- Richard Bauer, Calw
- Max Baun, Stuttgart
- Friedrich Baur, Bürgermeister a. D. Salem
- Rita Becker, Waldbronn
- Margarete Behm, Kressbronn
- Walter Böcherer, Freiburg
- Kurt Breitling, Reutlingen
- Gertrud Burgert, Münstertal
- Hertha Cubasch, Stuttgart
- Friedrich Degeler, Heidenheim
- Bernhard Degenhard, Kirchentellinsfurt
- Robert Denk, Wehr
- Anton Dichtel, Staatsrat a. D., Freiburg
- Theopont Diez, Singen (Hohentwiel)
- Herbert Dörr, Stuttgart
- Friedrich Durst, Waldshut-Tiengen
- Helmut Wolfgang Dyllick-Brenziger, Merzhausen
- Josef Eberle, Verleger der Stuttgarter Zeitung, Stuttgart
- Elsa Eisele, Birkenfeld
- Gustav Eppler, Bietigheim-Bissingen
- Theodor Eschenburg, Tübingen
- Karl Färber, Freiburg
- Oskar Farny, Kißlegg
- Theresia Fischer, Bisingen
- Marcel Frank, Ettlingen
- Richard Freudenberg, Weinheim
- Rudolf Georgii, Isny
- Gisela Gmelin, Tübingen
- Karl Gnädinger, Weihbischof a. D., Freiburg
- Helmut Andreas Paul Grieshaber, Reutlingen
- Walter Grosch, Bürgermeister a. D., Tauberbischofsheim
- Otto Großmann, Efringen-Kirchen
- Franz Gurk, Karlsruhe
- Anna Haag, Stuttgart
- Margarethe Habermann, Ammerbuch
- Josef Halm, Albstadt
- Erwin Häussler, Stuttgart
- Hans Haussmann, Ulm
- Wolfgang Haußmann, Justizminister a. D. Stuttgart
- Marcia Haydée-Schöberl, Römerstein
- Edith Heerdegen-Böhm, Stuttgart
- Wilhelm Heermann, Stuttgart
- Schwester Benedikta, geb. Auguste Heizler, Mannheim
- Manfred Henninger, Stuttgart
- Franz Hermann, Prälat, Herdwangen-Schönach
- Karl Herth, Heidelberg
- Ludwig Hönle, Tübingen
- Paul Hofstetter, Stuttgart
- Otto P. W. Hüni, Friedrichshafen
- Karl Kaspari, Geislingen
- Otto Kenntner, Oberndorf
- Kurt Georg Kiesinger, Bundeskanzler a. D., Tübingen
- Franz Köbele, Weil am Rhein
- Berta Köhler, Wertheim
- Franz Kremp, Bretten
- Ottilie Läufer, Freiburg
- Eugen Leibfried, Mosbach
- Marie-Luise Gräfin Leutrum von Ertingen, Schwieberdingen
- Josef Lips, Freiburg
- Karl List, Lahr
- Anton Lösch, Schliengen
- Robert Maresch, Böblingen
- Leonia, geb. Theresia Matt, Sinzheim
- Alex Möller, Karlsruhe
- Alfred Moser, Villingen-Schwenningen
- Eberhard Müller, Bad Boll
- Gebhard Müller, Stuttgart
- Max-Carl Müller, Staufen im Breisgau
- Maria Müller-Gögler, Weingarten
- Karl Münchinger, Stuttgart
- Schwester Kallista, geb. Zita Nägele, Bad Waldsee
- Wilhelm Nuding, Ulm
- Albert Pfitzer, Bonn
- Freiherr Gerhard von Preuschen, Comano bei Lugano
- Hans Rahn, Stuttgart
- Ludwig Raiser, Tübingen
- Eugen Reinhard, Korb
- Hans Reschke, Mannheim
- Richard Scheyhing, Stuttgart
- Johanna Schiefer, Lauffen am Neckar
- Ernst Schlösser, Polizeihauptkommissar, Weinheim
- Margarete Schneider, Obrigheim
- Erwin Schoettle, Stuttgart
- Karl Schramm, Bad Friedrichshall
- Josef Schwarz, Stuttgart
- Ludwig Seiterich, Freiburg
- Eleonora Senn, Ravensburg
- Kurt Sickinger, Karlsruhe
- Walter Staiger, Karlsruhe
- Werner Steinberg, Jestetten
- Günther Steuer, Esslingen
- Friedrich Stock, Freudenstadt
- Franz Stöhr, Mössingen
- Gerhard Storz, Leonberg
- Konrad Theis, Aalen
- Paul Tremmel, Mengen
- Bernhard Villinger, Schorndorf
- Georg August Walker, Heidenheim
- Rudolf Fritz Weiss, Aitrach
- Adolf Wingler, Heilbronn
- Sibylle Wisskirchen, Ramersbach-Ahrweiler
- Raimund Wolf, Weil der Stadt
- Walter Wolf, Ostfildern
- Hertha Zaubzer, Bad Wurzach
- Renate Zilker, Schlier
- Otto Zimmermann, Stuttgart
- Willi Zipf, Karlsruhe
- Amalie Zipfel, Schluchsee
- Waltraut Zips, Ludwigsburg

## 1976
Die Verleihung fand am 8. Mai 1976 im Schloss in Ludwigsburg statt.
- Ludwig Allmendinger, Köngen
- Karl Asal, Freiburg
- Bernhard Bauknecht, Ravensburg
- Paul Bausch, Korntal-Münchingen
- Bruno Berger, Stuttgart
- Ruth Betz, Walddorfhäslach
- Hildegard Bleyler, Freiburg
- Gunter Böhmer, Stuttgart
- Berta Bösinger, Ludwigsburg
- Henrik Bonde-Henriksen, Sankt Augustin
- Johann Peter Brandenburg, Pforzheim
- Thekla Braunbeck, Ludwigsburg
- Otto Chrestin, Tauberbischofsheim
- Annemarie Clauß, Schwäbisch Hall
- Theodor Egel, Müllheim
- Schwester Johannicia, geb. Alma Frank, Bad Waldsee
- Hans-Georg Gadamer, Heidelberg
- Gerd Gaiser, Reutlingen
- Schwester Irmgardis, geb. Mathilde Glöggler, Schramberg
- Cäcilie Grafe-Oesterreich, Tübingen
- Walter Gruber, Stuttgart
- Hermann Hagenmeyer, Ludwigsburg
- Erich Hans, Freyung
- Oscar Heiler, Stuttgart
- Karl Heitz, Offenburg
- Ernst Hofmeister, Stuttgart
- Georg Huber, Bad Dürrheim
- Oskar Kalbfell, Reutlingen
- Friedrich Kappler, Bad Waldsee
- Hans Kauderer, Stuttgart
- Elisabeth Kirsch, Meckesheim
- Walter Krause, Mannheim
- Fritz Leonhardt, Stuttgart
- Theodor Lorch, Ludwigsburg
- Kurt Lotz, Hannover
- Ernst Mahle, Minusio/Schweiz
- Hans Mahnke, Stuttgart
- Hedwig Moosmayer, Burgrieden
- Wolfgang Müller, Freiburg
- Hubert Niederländer, Heidelberg
- Richard Rau, Stuttgart
- Ulrich Rheinwald, Calw
- Max Rieple, Donaueschingen
- Hans Rothfels, Tübingen
- Walter Erich Schäfer, Stuttgart
- Friedrich Wilhelm Schallwig, Schramberg
- Richard Schauffele, Stuttgart
- Lambert Schill, Merzhausen
- Carlo Schmid, Bad Honnef
- Albert Scholl, Graben-Neudorf
- Ernst Schröder, Weinheim
- Theresia Schübler, Stuttgart
- Richard Schwämmle, Albstadt
- Ursula Seez, Stuttgart
- Adalbert Seifriz, Stuttgart
- Josef Spieler, Karlsruhe
- Alois Stiefvater, Freiburg
- Alfred Stober, Freiburg
- Georg Thoma, Hinterzarten
- Emil Tonutti, Dießen
- Manfred J. Ulmer, Spaichingen
- Paul Wanner, Stuttgart
- Walter Weiß, Offenburg
- Otto Weissenberger, Bad Dürrheim
- Heinrich Wiederkehr, Kehl
- Herbert Winter, Winnenden
- Hans Wittermann, Stuttgart
- Camill Wurz, Baden-Baden
- Luise Zodel, Kißlegg

## 1977
Die Verleihung fand am 7. Mai 1977 im Schloss in Ludwigsburg statt.
- Walter Ableiter, Bad Wildbad
- Schwester Oberin Adriana, geb. Josefine Neher, Untermarchtal
- Wolfgang Bechtold, Lörrach
- August Berberich, Walldürn
- Werner Bertheau, Korb
- Erich Betz, Stuttgart
- Franz Büchner, Freiburg
- Max Burghart, Vogtsburg
- Karl Otto Burtsche, Ihringen
- Kurt A. Dambach, Gaggenau
- Hansmartin Decker-Hauff, Stuttgart
- Erich Deuschle, Esslingen
- Theodor Dierlamm, Kernen
- Wilhelm Dürr, Schwäbisch Hall
- Josef Eberhart, Hechingen
- Henry Ehrenberg, Knittlingen
- Peter Frerichs, Sindelfingen
- Eugen Frueth, Oberndorf
- Hans Gabler, Ostfildern
- Heinrich Gabler, Stuttgart
- Rudolf Gehring, Stuttgart
- Albrecht Goes, Stuttgart
- Bruno Götz, Staufen
- Alfons Goppel, München
- Siegfried Häußler, Altbach
- Paul Herrmann, Heidelberg
- Otto Heuschele, Waiblingen
- Fritz Hockenjos, St. Märgen
- Rudolf Hoflehner, Stuttgart
- Hermann Huber, Waldkirch
- Werner Illing, Esslingen
- Willy Jäger, Freiburg
- Pater Josef Jaksch, Unterhaching
- Erwin Kern, Heidelberg
- Karl Kollnig, Heidelberg
- Siegfried Krezdorn, Bad Schussenried
- Hildegard Landgrebe, Trossingen
- Hildegard Leuze, Ludwigsburg
- Friedrich Liebig, Mosbach
- Max Lohß, Schorndorf
- Helene Lutz, Sindelfingen
- Erika Maier, Ehningen
- Alfred Mallebrein, Hinterzarten
- Helga Millauer, Sexau
- Karl Mocker, Schwäbisch Gmünd
- Berta Mohl, Schopfheim
- Karl Leo Nägele, Konstanz
- Beate Nestle, Stuttgart
- Gotthilf Oesterle, Waiblingen
- Maria Osswald, Stuttgart
- Hermann Peter, Rastatt
- Paul Pfaff, Stuttgart
- Pierre Pflimlin, Strasbourg
- Arthur Raither, Salem
- Max Rehm, Nürtingen
- Erich Reisch, Freiburg
- Joseph Rey, Colmar
- Luise Riegger, Karlsruhe
- Rudolf Riester, Freiburg
- Anneliese Rothenberger, Salenstein
- Maria von Rudloff, Freiburg
- Schwester Wilhelmine Rudolf, Stuttgart
- Hans-Georg Rudolph, Aumühle
- Erwin Russ, Stuttgart
- Marta Schanzenbach, Gengenbach
- Robert Scherer, Freiburg
- Hermann Schilli, Freiburg
- Robert Schlund, Freiburg
- Karl-Alexander Schwer, Freiburg
- Hubert Seemann, Freiburg
- Ernst Sieglin, Stuttgart
- Pfarrer Josef Steinhübl, Stuttgart
- Eugen Steppacher, Friedrichshafen
- Joseph Vogt, Tübingen
- Magda Wagner, Leutkirch
- Theodor Walterscheid, Leutkirch
- Oskar Weick, Karlsruhe
- Paul Wilhelm Wenger, Bonn
- Friedrich Wieland, Singen (Hohentwiel)
- Anton Zirn, Giengen an der Brenz

## 1978
Die Hauptverleihungsfeier fand am 29. April 1978 im Schloss in Ludwigsburg statt. Daneben gab es am 15. September 1978 im Neuen Schloss in Stuttgart eine weitere Verleihung an den zurückgetretenen Ministerpräsidenten Hans Filbinger.
- Hans Albrecht, Wiernsheim
- Herbert Albrecht, Rheinfelden/Schweiz
- Reiner Baitsch, Rickenbach
- Emil Beck, Tauberbischofsheim
- Karl Benz, Freiburg
- Hans Erhard Bock, Tübingen
- Martha Bohnenberger, Pforzheim
- Gisela Bonn-Wirsing, Stuttgart
- Freifrau Helene von Bothmer, Meersburg
- Friedrich Brünner, Aulendorf
- Franz Georg Brustgi, Eningen unter Achalm
- Heinz Bühringer, Waiblingen
- Günter Dürig, Tübingen
- August Ehrlacher, Breisach
- Willy Eiselen, Ulm
- Hans Filbinger, Ministerpräsident a. D., Freiburg
- Helmuth Flammer, Heilbronn
- Hans Frank, Furtwangen im Schwarzwald
- Margarete Frantz-Busch, Aalen
- Eugen Frick, Esslingen am Neckar
- Karl Otto Fritze, Nürnberg
- Joachim Egon Fürst zu Fürstenberg, Donaueschingen
- Valentin Gaa, Schwetzingen
- Erich Ganzenmüller, Schwäbisch Gmünd
- Kurt Geiger, Leinfelden-Echterdingen
- Erwin Geist, Tübingen
- Eugen Gerstenmaier, Bundestagspräsident a. D., Remagen
- Hermann Girr, Ludwigsburg
- Alfred Göser, Mosbach
- Karl Götz, Stuttgart
- Walter Grube, Stuttgart
- Max Grünbeck, Friedrichshafen
- Hermann Hagen, Heidelberg
- Josef Heck, Walldürn
- Otto von Heider, Sindelfingen
- Paul Gottlob Hekeler, Weinstadt
- Walter Hirrlinger, Esslingen am Neckar
- Herbert Hochstetter, Stuttgart
- Grace Hoffman, Neckartailfingen
- Wilhelm Hoffmann, Stuttgart
- Richard Hohly, Bietigheim-Bissingen
- George Iberle, Chicago/USA
- Elisabeth Ignatius, Backnang
- Artur Jahn, Stuttgart
- Franz Kirchheimer, Freiburg
- Emil Klaus, Vogtsburg
- Gottlob Klepser, Bad Liebenzell
- Karl Knaupp, Spaichingen
- Theresia Krause, Bad Säckingen
- Karl Kühnle, Herrenberg
- Gerhard Lehmann, Karlsruhe
- Emil Limbeck, Ketsch
- Willy Löhr, Freiburg
- Maria Loofs, Freiburg
- Max Lutz, Donzdorf
- Viktoria Matros, Oberriexingen
- Heinrich Melcher, Heidelberg
- Toni Menzinger MdL, Karlsruhe
- Willi Moll, Bürgermeister, Gammelshausen
- Hermann Müller, Finanzminister, Schwäbisch Hall
- Kurt Müller-Graf, Rheinstetten
- Werner Nachmann, Karlsruhe
- Erwin Neter, Buffalo, New York / USA
- August Neuburger, Heidelberg
- Erich Oberdorfer, Freiburg
- Wolfgang Palm, Mosbach
- Edmund Pradella, Marbach
- Else Rank, Ludwigsburg
- Hans Joachim Reuther, Mannheim
- Alfred Riemensperger, Freiburg
- Egbert Riesterer, Marxzell
- Stefanie Roeger, Stuttgart
- Gerhard Rösch, Tübingen
- Julie Rösch, Stuttgart
- Hugo Rupf, Heidenheim
- Heinrich Scheel, Lonsee
- Josef Schneider, Freiburg
- Albrecht Schoenhals, Baden-Baden
- Louis Schuler-Voith, Göppingen
- August Sieburg, Stuttgart
- Erwin A. Single, Whiting, New Jersey / USA
- Wilhelm Sommer, Bietigheim-Bissingen
- Willy Stahl, Bürgermeister a. D., Titisee-Neustadt
- Siegfried Steiger, Winnenden
- Viktor Störk, Gottmadingen
- Hermann Trefz, Backnang
- Walther Tripps, Stuttgart
- Gertraut Uhrig, Stuttgart
- Hans Unterseh, Lörrach
- Frieda Vögele, Schorndorf
- Emil Wachter, Bildender Künstler, Karlsruhe
- Helmut Walter, Stuttgart
- Anton Weisenhorn, Vogtsburg
- Johannes Weyl, Konstanz
- Kurt Windmüller, Heidenheim
- Eugen Wirsching, Reutlingen
- Herta-Maria Witzemann, Stuttgart
- Adolf Zick, Leonberg
- Friedrich Ziegler, Stuttgart
- Walter Zimmermann, Tübingen
- Erwin Zumkeller, Lörrach

## 1979
Die Verleihung fand am 21. April 1979 im Schloss in Ludwigsburg statt.
- Kurt Bachteler, Sachsenheim
- Valentin Beck, Mosbach
- Wilhelm Beier, Tübingen
- Lennart Graf Bernadotte af Wisborg, Konstanz
- Hans Bernhard, Meckesheim
- Johann Besch, Reutlingen
- George S. Blanchard, Heidelberg
- Arnold Dannenmann, Göppingen
- Schwester Dominica OSB, geb. Helene Deißler, Tauberbischofsheim
- Ottomar Domnick, Nürtingen
- Claudius Dornier, Friedrichshafen
- Helmut Eberspächer, Esslingen
- Robert Edler, Komponist, Heilbronn
- Ernst Eggler, Karlsruhe
- Curt G. Engelhorn, Gstaad
- André Ficus, Friedrichshafen
- Kläre Finkbeiner, Stuttgart
- Martha Frommer, Villingen-Schwenningen
- Tiberius Fundel, Hayingen
- Eberhard Gienger, Tübingen
- Hans K. Göhringer, Mannheim
- Adolf Greinert, Vaihingen an der Enz
- Anton Großmann, Prälat, Heilbronn
- Marianne Günther, Lorch
- Friedrich Haag (Dr. med.), Meckesheim
- Wilhelm Hahn, Heidelberg
- Bernhard Hauff, Göppingen
- Sophie Heitlinger, Eppingen
- Eduard Hermle, Neuhausen
- Herbert Hirche, Heidelberg
- Hedwig Jochmus, Heidelberg
- Erhard Junghans, Külsheim
- Elisabeth Kallenberg, Ludwigsburg
- Dieter Kaltenbach, Lörrach
- Birgit Keil, Stuttgart
- Hermann Kimling, Östringen
- Richard Kiwit, Kornwestheim
- Karl Knödler, Reutlingen
- Ruth Kölle, Weinsberg
- Rolf Kreeb, Ravensburg
- Walther Lambert, Stuttgart
- Ekkehard Liehl, Hinterzarten
- Horst Linde, Freiburg
- Lina Link, Herrenberg
- Pater Felix zu Löwenstein-Wertheim-Rosenberg S.J., München
- Karl Mai, Bietigheim-Bissingen
- Lena Maurer, Mannheim
- Elisabeth Messer, Kehl
- Günter Mielau, Ostfildern
- Horst Moeferdt, Dischingen
- August Neff, Biberach
- Friedrich Nuss, Weinstadt
- Michael Obrecht, Freiburg
- Carl Anton Reichling, Ludwigshafen
- Kurt Rother, Baden-Baden
- Günter Rühl, Karlsruhe
- Rudolf Ruf, Karlsruhe
- Maria-Anne Saupp, Stuttgart
- Hannes Sauter-Servaes, Singen (Hohentwiel)
- Friedrich Schäfer, Karlsruhe
- Helene Schäffauer, Müllheim
- Hans Schneider, Heidelberg
- Hermann Schneider, Böblingen
- Karl Schreck, Lauda-Königshofen
- Alfred Schropp, Neckarsulm
- Kurt Schucker, Karlsruhe
- Franz Schunbach, Wörgl, Tirol / Österreich
- Paul Louis Sonnendrücker, Hoenheim-Bischheim / Frankreich
- Franz Sonntag, Stuttgart
- Schwester Oberin Sophia OSB, geb. Natalie Prinzessin von Kotschoubey, Wald, Gründerin der Heimschule Kloster Wald
- Pater Gebhard Spahr OSB, Weingarten
- Walter Supper, Esslingen
- Silvio Varviso, Basel / Schweiz
- Schwester Oberin Vera, geb. Kreszentia Nied, Heppenheim
- Josef Wagner, Friedrichshafen
- Otto Weinstein, Altensteig
- Elisabeth Weiß-Weingart, Salem
- Rudolf Weit, Steinheim
- Hans Wolfgang Werner, Freiburg
- Hubertus Werner, Mannheim
- Raymond Wolansky, Leonberg
- Joachim Zahn, München
- Bernhard Zeller, Marbach

## 1980
Die Verleihung fand am 10. Mai 1980 im Schloss in Ludwigsburg statt.
- Wilhelm Angelberger, Mannheim
- John H. Argyris, Gerlingen
- Gottlob Auwärter, Stuttgart
- Walter Bargatzky, Bonn
- Erich Barthold, Reutlingen
- Willi Beck, Bad Wildbad
- Josef Alois Benz, Friedrichshafen
- Karl Christian Birkel, Weinstadt
- Willi Birn, Tübingen
- Helga Brummer, Konstanz
- Alfons Burger, Stuttgart
- Alois Burger, Boxberg
- Richard Cragun, Berlin
- Karl Friedrich Debold, Freiburg
- Alois Derow, Bad Säckingen
- Kilian Dressler, Ravensburg
- Hans-Friedrich Eisele, Offenburg
- Artur Fischer, Waldachtal
- Tell Geck, Stuttgart
- Alfred Geisel, Reutlingen
- Ernst Geprägs, Hohenstein
- Franz Gilli, Donaueschingen
- Robert Gleichauf, Oberndorf
- Erwin Greiner, Ludwigsburg
- Josef Guba, Schwäbisch Gmünd
- Emil Haug, Böblingen
- Josef Herbstritt, Glottertal
- Günter Heym, Heidelberg
- Anton Hilbert, Eggingen
- Wilhelm Hoch, Böblingen
- Walter Holzinger, Herrenberg
- Robert M. Honold, Karlsruhe
- Kurt Honolka, Stuttgart
- Franz Huber, Rheinfelden
- Ernst Jünger, Langenenslingen
- Eugen Keidel, Freiburg
- Bernhard Kempa, Boll
- Wilhelm Kläger, Hemmingen
- Gertrud Klaiber, Bretten
- Roland Klett, Stuttgart
- Dora Krauss, Tübingen
- Rudolf Kuhn, Überlingen
- Rose Kuhn-Erlacher, Heidenheim
- Peter Kustermann, Gerlingen
- Werner Landerer, Göppingen
- Hanne Landgraf, Karlsruhe
- Heinrich Lücker, Gernsbach
- Egon Madsen, Leipzig
- Hermann Maier, Stuttgart
- Abt Vitalis Maier OSB, Ottobeuren
- Dietrich Maiwald, Edingen-Neckarhausen
- Fritz Melis, Bietigheim-Bissingen
- Anna Moosmann, Sinzheim
- Manfred Müller, Stuttgart
- Franz Josef Nadler, Freiburg
- Wilhelm Obermeier, Freudenstadt
- Christian Oehler, Stuttgart
- Willy Paulus, Tübingen
- Jean Raebel, Friedrichshafen
- Alfred Rieger, Nürtingen
- Peter Rössler, Kirchheim
- Gerhart Rooschüz, Ludwigsburg
- Friedrich Schäfer, Tübingen
- Rudolf Schieler MdEP, Freiburg
- Karl Schiess, Überlingen
- Albert Schöchle, Buchenberg
- Gustav Schopf, Stuttgart
- Ilse Schulz, Neu-Ulm
- Anton Seemann, Stuttgart
- Jan-Dietrich Siemann, Stockach
- Wendelin Spieß, Friedrichshafen
- Dieter Spieth, Maulbronn
- Franz Steiner, Rottweil
- Friedrich Konrad Stork, Schallstadt
- Elisabeth Tichy-Keppeler, Rottweil
- Hans Vontobel, Zürich / Schweiz
- Anneliese Wagner, Ulm
- Martin Walser, Überlingen
- Max Weishaupt, Schwendi
- Thomas Wiedmaier, Rottenburg
- Adolf Würthwein, Heidelberg
- Rudolf Yelin, Stuttgart

## 1981
Die Verleihung fand am 2. Mai 1981 im Schloss in Ludwigsburg statt.
- Franz Adis, Baiersbronn
- Eberhard Bauer, Esslingen
- August Birkenmeier, Merzhausen
- Elfriede Clement-Baier, Heidenheim
- Gottlob Dachtler, Stuttgart
- Günter Damm, Göppingen
- Ernst Eberhard, Stuttgart
- Walther Engel, Karlsruhe
- Gerhard Ewald, Karlsruhe
- Engelbert Frey, Ulm
- Gottlob Frick, Ölbronn-Dürrn
- Benedigt von Fürstenberg, Salzburg / Österreich
- Arthur Gruber, Sindelfingen
- Bernhard Häring, Rom / Italien
- Friedrich August von Hayek, Freiburg
- Ursula Hegelmaier, Backnang
- Wilhelm Held, Sindelfingen
- Erwin Henning, Leutkirch
- Gertrud Kleber, Stuttgart
- Werner F. Klingele, Stuttgart
- Josef Kohler, Gerlingen
- Paul Adolf Kohler, Schorndorf
- Wilhelm Kraut, Balingen
- Otto Meister, Öhringen
- Abt Josef Metzinger OSB, Weingarten
- Gerhard Müller, Edingen-Neckarhausen
- Heinrich Neudeck, Heidelberg
- Willy Niethammer, Oberndorf am Neckar
- Manfred Pahl, Stuttgart
- Emma Popp, Bad Säckingen
- Ludwig Ratzel, Mannheim
- Walter Renz, Stuttgart
- Otto Rombach, Bietigheim-Bissingen
- Rolf Sannwald, Calw
- Friedrich Sauter, Aalen
- Karl-Wilhelm Schäfer, Remchingen
- Toni Schneider-Manzell, Salzburg / Österreich
- Friedrich Seethaler, Tübingen
- Frida Seitz, Kornwestheim
- Ulrich Stechele, Heilbronn
- Karl Steinbuch, Karlsruhe
- Helmut Steinmann, Stuttgart
- Hilde Sturm, Konstanz
- Benno Unterricker, Riedlingen
- Helmut Waßmer, Rheinfelden
- Werner Wedekind, Karlsruhe
- Helmut Winkler, Waldshut-Tiengen
- Jakob Zaglauer, Karlsruhe
- Josef Ziegler, Rottweil

## 1982
Die Verleihung fand am 8. Mai 1982 im Schloss in Ludwigsburg statt.
- Otto Althauser, Friesenheim
- Karl Bartunek, Karlsruhe
- Rudolf Binder, Herrenberg
- Konrad Binkert, Stuttgart († 28. September 2013)
- Kurt Bittel, Heidenheim
- Eberhard Bopp, Stuttgart
- Erich Bornhauser, Waldshut-Tiengen
- Jakob Bräckle, Maler, Biberach
- Erich Bucher, Mudau
- Emmy Diemer-Nicolaus, Stuttgart
- Ferdinand Elsener, Rapperswil / Schweiz
- Schwester Oberin Elvana-Maria, geb. Maria Bucher, Bad Waldsee
- Philipp Ernst, Freiburg
- Heinz Everaers, Nagold
- Heinrich Fries, München
- Hugo Geisert, Buchen
- Helmut Geißler, Esslingen
- Woldemar Gerschler, Freiburg
- Hildegard Geßner, Stuttgart
- Werner Goldschmidt, Karlsruhe
- Hugo Habisreutinger, Weingarten
- Karl Hauff, Stuttgart
- Johann Hay, Stuttgart
- Wilhelm Held, Ebersbach-Musbach
- Herbert Holtzhauer, Villingen-Schwenningen
- Wolfgang Kaiser, Stuttgart
- Wolfgang Klett, Leinfelden-Echterdingen
- Herbert König, Göppingen
- Wilhelm Kohlhaas, Stuttgart
- Adam Krämer, Gerlingen
- Karl Kraft, Stuttgart
- Lothar Kübel, Karlsruhe
- Schwester Oberin Luitgardis, geb. Selma Maria Auer, Göppingen
- Rudolf Martin, Karlsruhe
- Gebhard Mayer, Isny
- Heinz Meier, Schliengen
- Hermann Raible, Waldachtal
- Erwin Rebel, Korntal-Münchingen
- Fritz Reichle, Radolfzell am Bodensee
- Fritz Rüffer, Bietigheim-Bissingen
- Fritz Ruoff, Nürtingen
- Friedrich Ruth, Bonn
- Heinrich Schmahl, Neresheim
- Walther Schneider, Stuttgart
- Hans Schumann, Stuttgart
- Elisabeth Schwander, Bad Krozingen
- Peter Seeger, Berlin
- Schwester Oberin Severa, geb. Philomena Frank, Bad Saulgau
- Ingeborg Steiert, Freiburg
- Ute Steiger, Winnenden
- Erich Stirner, Herrenberg
- Walter Strauss, New York / USA
- Willi Studer, Regensdorf / Schweiz
- Emil Tritschler, Tübingen
- Lilly Veit, Bad Säckingen
- Hermann Viellieber, Konstanz
- Hermann Vietzen, Stuttgart
- Walther Wäldele, Karlsruhe
- Guido Waldmann, Trossingen
- Karl Weber, Öhringen
- Wolfgang von Websky, Wangen
- Friedrich Wernz, Heidelberg
- Benno von Wiese und Kaiserswaldau, Bonn

## 1983
Die Hauptverleihungsfeier fand am 30. April 1983 im Schloss in Ludwigsburg statt. Daneben gab es am 28. Dezember 1983 in Villa Reitzenstein in Stuttgart eine weitere Verleihung an den Raumfahrer Ulf Merbold.
- Alfons Auer, Tübingen
- Karl Siegfried Bader, Zürich / Schweiz
- Willy Baur, Hechingen
- Friedrich Berger, Heidelberg
- Kurt Bleyle, Stuttgart
- Albert Bürger, Zimmern
- Martin Bullinger, Au
- Ernst von Caemmerer, Freiburg
- Walter Cantz, Stuttgart
- Wilhelm Dempf, Stuttgart
- Emil Erlenbusch, Backnang
- Fidel Frick, Leibertingen
- Hermann Glässel, Biberach
- Hellmut Haase, Ravensburg
- Günther Haselier, Karlsruhe
- Ludwig Heieck, Altensteig
- Karl Himmelsbach, Singen
- Hans Horak, Stuttgart
- René Hurstel, Rhinau / Frankreich
- Walter Huttmann, Crailsheim
- Choei Ishibashi, Tokyo / Japan
- Josef Kraus, Villingen-Schwenningen
- Rudolf Lehr, Sandhausen
- Hermann Lenz, Stuttgart
- Otto Linck, Güglingen
- Alfred Löffler, Ballrechten-Dottingen
- Erwin Mader, Göppingen
- Eugen Maucher, Biberach
- Klaus Mehnert, Loßburg
- Ulf Merbold, Siegburg
- Gertraude Mickler, Reutlingen
- Hermann Osswald, Friedrichshafen
- Karl Rahner, Innsbruck
- Hans Rau, Weilheim
- Hermann Ruck, Stuttgart
- Heinz Schauwecker, Stuttgart
- Margarethe Schmidtbleicher, Kornwestheim
- Hans Schopf, Waiblingen
- Ernst Schüz, Ludwigsburg
- Walter Schulz, Tübingen
- Josef Siedler, Leutkirch im Allgäu
- Friedrich Stephan, Rheinau
- Joachim Straub, Waldshut-Tiengen
- Ernst J. Tetsch, Stuttgart
- Friedrich Treffz-Eichhöfer, Stuttgart
- Friedrich Franz von Unruh, Merzhausen
- Elisabeth Vomstein, Schliengen
- Paul Wehrle, Karlsruhe
- Emmi Wimmel, Nagold
- Jakob Wolf, Sindelfingen
- Ernst Yelin, Stuttgart
- Hedwig Zuber, Esslingen

## 1984
Die Verleihung fand am 12. Mai 1984 im Schloss in Ludwigsburg statt.
- Eduard Adorno, Stuttgart
- Thomas Bach, Tauberbischofsheim
- Otto Bachof, Tübingen
- Rosa Bächle, Villingen-Schwenningen
- Wolfgang Böhme, Karlsruhe
- Kurt Buchter, Hockenheim
- Wilhelm Buggle, Tuttlingen
- Annemarie Christiansen, Tübingen
- Helmut Dölker, Esslingen
- Heinz Draheim, Karlsbad
- Alfred Fahrion, Stuttgart
- Karl Fischer, Oberderdingen
- Kurt Geiger, Leinfelden-Echterdingen
- Erwin Gomeringer, Meßstetten
- Annemarie Griesinger, Markgröningen
- Gottfried Haase, Heimsheim
- Kurt Härzschel, Schopfheim
- Käte Hamburger, Stuttgart
- Adolf Hasenöhrl, Stuttgart
- Roland Hörner, Emmendingen
- Anton Ilg, Geislingen
- Ludwig Jung, Bad Waldsee
- Otto Heinrich Kässbohrer, Ulm
- Willi Keckeisen, Stuttgart
- Theodor Keller, Reichenau
- Marga Klett, Gerlingen
- Karl Michael Komma, Reutlingen
- Udo Kraus, Heidelberg
- Max Künstler, Burladingen
- Peter Lahnstein, Stuttgart
- Franz Laubenberger, Freiburg
- Kurt Leonhard, Esslingen
- Rolf Morath, Karlsruhe
- Ingrid Obermüller-Kochs, Allensbach
- Otto Palmer, Stuttgart
- Hermann Person, Freiburg
- Hermann Rambach, Waldkirch
- Kurt Rebmann, Stuttgart
- Helmuth Rilling, Leonberg
- Karl-Christian Sachs, Allensbach
- Klaus H. Scheufelen, Lenningen
- Hans Schiller, Stuttgart
- Gertrud Schmid, Ulm
- Arnold Schmidt-Brücken, Heidelberg
- Pater Agnellus, geb. Anton Schneider, Kißlegg
- Karl Schneider, Ulm
- Leo Schobinger, Sindelfingen
- Karl Heinz Schröder, Tübingen
- Kuno Stütz, Schwäbisch Gmünd
- Tamás Sulyok, Konstanz
- Hans Thieme, Freiburg
- Alfons Urban, Schwäbisch Gmünd
- Otto Valentin, Sigmarszell
- Schwester Vianney, geb. Elisabeth Niess, Sigmaringen
- Walter Wachter, Langenenslingen
- Gerhard Wilhelm, Grafenau
- Ursel Wirth-Brunner, Heidelberg
- Schwester Oberin Zona, geb. Stephanie Bronner, Mengen
- Hans Zumsteg, Neu-Ulm

## 1985
Die Hauptverleihungsfeier fand am 4. Mai 1985 im Schloss in Ludwigsburg statt. Daneben gab es am 29. November 1985 eine weitere Verleihung an den Raumfahrer Ernst Messerschmid.
- Ludwig Anschütz, Stuttgart
- Helmut Barth, Maselheim
- Prälat Johannes Barth, Rottenburg
- Maria Baur, Bernau
- Hans Blickensdörfer, Hochdorf
- Erwin Brugger, Gammertingen
- Franz Büchler, Baden-Baden
- Aenne Burda, Offenburg
- Franz Burda, Offenburg
- Werner Conze, Heidelberg
- Hans Durban, Rheinau
- Emil Feucht, Lauffen
- Friedrich Förster, Physiker, Reutlingen
- Schwester Oberin Rigoberta, geb. Elisabeth Glaser, Untermarchtal
- Heinrich von Hacht, Ludwigsburg
- Walter Häussermann, Huntsville, Alabama / USA
- Karl E. Heitmann, Hamburg
- Klaus Holighaus, Kirchheim unter Teck
- Rüdiger Hurrle, Durbach
- Hans Eberhard Kammerer, Freiburg
- Otto Kehr, Stuttgart
- Hans Klebe, Rheinfelden
- Theodor Klemm, Stuttgart
- Otto Klenert, Bad Friedrichshall
- Ernst Klett, Stuttgart
- Otto Klöden, Reutlingen
- Eberhard Knittel, Karlsruhe
- Nikolaus Kunkel, München
- Hiroshi Kuroda, Hiroshima-Ken / Japan
- Christian Leibing, Ulm
- Berthold Leibinger, Vorsitzender der Geschäftsführung der Trumpf GmbH & Co. KG, Gerlingen
- Eva Lenke, Ostfildern
- Benedikt Maier, Maselheim
- Hedwig Maier, Hamburg
- Erich Hans Markel, New York 7, N.Y. / USA
- Hans-Joachim Meyer-Marsilius, Horgen, Zürich / Schweiz
- Ernst Messerschmid, Reutlingen
- Otto Neidhart, Bad Überkingen
- Emil Obermann, Stuttgart
- Albert Pfander, Fellbach
- Hans Rauch-Christen, Nürtingen
- Martin Rickelt, Karlsruhe
- Helmut Rudigier, Offenburg
- Magda Scheffelt, Hinterzarten
- Wilhelm Schneider, Tübingen
- Eugen Schoch, Stuttgart
- Eugen Schöller, Balingen
- Bernhard Schroth, Gaggenau
- Eberhard Spiess, Peramiho / Tansania
- Hans-Otto Steiff, Giengen an der Brenz
- Juliana von Stockhausen (Gräfin Gatterburg), Ingelheim
- Karlheinz Suermondt, Freiburg
- Karl Vetter, Ubstadt-Weiher
- Franz Wachter, Stuttgart
- Ilse Weber, Öhringen
- Gerhard Weiser MdL, Mauer
- Günther Weiß, Esslingen
- Ernst Wolff, Breganzona / Schweiz
- Alfons Zinser, Ravensburg

## 1986
Die Hauptverleihungsfeier fand am 3. Mai 1986 im Schloss in Ludwigsburg statt. Daneben gab es am 1. August 1986 zu seinem 50. Geburtstag eine weitere Verleihung in Schloss Friedrichshafen an Carl Herzog von Württemberg.
- Schwester M. Avila, geb. Theresia Eckert, Rottenburg
- Otto Becker, Reutlingen
- Herbert Belstler, Sigmaringen
- Gerhard Boos, Freiburg
- Otto Broneske, Stuttgart
- Wisse Dekker, Th. Eindhoven / Niederlande
- Wilhelm Doerr, Heidelberg
- Frank Dreher, Bad Dürrheim
- Walter Englert, Ludwigsburg
- August Entringer, Friedrichshafen
- Else Färber, Mannheim
- Wilhelm Frank, Stuttgart
- Prälat Albert Füssinger, Karlsruhe
- Paul Gnaier, Heidenheim
- Erich Göb, Böblingen
- Hermann Groß, Birkenfeld
- Karl Hugo Härringer, Freiburg
- Willi von Helden, Göppingen
- Bruno Helmle, Konstanz
- Hans Henny, Heidelberg
- Hermann Herder, Freiburg
- Elfriede Höhn, Mannheim
- Wilhelm Hofmann, Stuttgart
- Otto Kienle, Stuttgart
- Klaus von Klitzing, Stuttgart
- Kurt Körber, Hamburg
- Werner Kredel, Stuttgart
- Carl Linder, Stuttgart
- Hans Lorenser, Ulm
- Ernst Merz, Nürtingen
- Gerhard Möllhoff, Wiesloch
- Prälat Helmut Mohn, Stuttgart
- Hugo Moser, Bonn
- Bernhard Müller, Stuttgart
- Herbert Nesselhauf, Freiburg
- Gerhard Noller, Reutlingen
- Ricardo Odnoposoff, Wien
- Hermann Oettinger, Ditzingen
- Guntram Palm, Korb
- Hans Pflüger, Göppingen
- Kurt Platschek, Karlsruhe
- Hans-Joachim Queisser, Stuttgart
- Friedrich Rentschler, Laupheim
- Kurt Richter, Ludwigsburg
- Heinz Rössle, Denzlingen
- Gertrud Russ, Stuttgart
- Hanne Schorp-Pflumm, Stuttgart
- Albert Sefranek, Künzelsau (Mustang)
- Edson W. Spencer, Minneapolis, Minnesota / USA
- Erich Tomschik, Markgröningen
- Hermann Tüchle, Gröbenzell
- Anton Vögtle, Freiburg
- Rudolf Weeber, Aichtal
- Helmut Wenzelmann, Selbitz
- Carl Herzog von Württemberg

## 1987
Die Verleihung fand am 9. Mai 1987 im Schloss in Ludwigsburg statt.
- Georg Bensch, Sigmaringen
- Adam Berberich, Villingen-Schwenningen
- Helmut Beumann, Marburg
- Erich Burkart, Wiesloch
- Helmut Claas, Harsewinkel
- Karl Diehl, Nürnberg
- Karl-Ernst Dietrich, Stuttgart
- Wilhelm Emerich, Bad Friedrichshall
- Alfred Entenmann, Waiblingen
- Heinz Eyrich, Freiburg
- Christian Fieß, Mühlacker
- Erich Fritz, Pfedelbach
- Lothar Gaa, Schwetzingen
- Walter Georgii, Sindelfingen
- Christiane Gerstel-Naubereit, Freiburg
- Josef Haltmayer, Stuttgart
- Helmut Haun, Ostfildern
- Karl Hess, Böblingen
- Fritz Hodeige, Freiburg
- Karl Heinz Hunken, Gerlingen
- Eva-Maria Jahn-Fehsenbecker, Mannheim
- Horst Kiesecker, Albstadt
- Willibald Kimmel, Edingen-Neckarhausen
- Carl Theodor Kromer, Freiburg
- Robert C. Larson, Filderstadt
- Gotthilf Link, Lauffen
- Paul Luther, Laupheim
- Schwester M. Majella, geb. Luise Allgaier, Sinzheim
- Oskar Marczy, Schönaich
- Gerhard Mayer-Vorfelder, Stuttgart
- Hanns-Günther Michel, Karlsruhe
- Erika Mikuteit, Friedrichshafen
- Walter Pahl, Mannheim
- Charlotte Pavani, Buseck
- Ernst Petrasch, Karlsruhe
- Günther Rüssel, Karlsruhe
- Helmut Runschke, Heilbronn
- Hans Martin Scheerer, Schorndorf
- Friedrich Schenk, Illertissen
- Paul Schlack, Leinfelden-Echterdingen
- Erich Schneider, Burgstetten
- Hans-Otto Schwarz, Nürtingen
- Karl Schwedhelm, Winnenden
- Eugen Seibold, Freiburg
- Ludwig Simon, Ubstadt-Weiher
- Hildegard Spohr, Stuttgart
- Hermann Uricher, Reichenau
- Eva Marie Weiblen, Münsingen
- Manfred Weigel, Stuttgart
- Georg Wieck, Göppingen
- Günther Wolfarth, Stuttgart
- Hermann Zepf, Mengen
- Achim Zink, Bad Herrenalb
- Johann Zink, Oberdischingen

## 1988
Die Verleihung fand am 7. Mai 1988 im Schloss in Ludwigsburg statt.
- Karl Banghard, Oberderdingen
- Otto Wolfgang Bechtle, Esslingen
- Werner Buxa, Ölbronn-Dürrn
- Helmut Claß, Stuttgart
- Gottfried Cremer, Schwarzenfeld
- Herbert Czaja, Stuttgart
- Otto Dullenkopf, Karlsruhe
- Elisabeth Eisenhauer, Karlsruhe
- Helmut Engler, Freiburg
- Paul Feuchte, Freiburg
- Roland Gerstner, Rastatt
- Hildegard Grosche, Stuttgart
- Josef Großmann, Bühl
- Max Grundig, Baden-Baden
- Lieselotte Haug, Sinsheim
- Brigitte Heinrich, Laichingen
- Erich Heinzle, Welzheim
- Lore Hirrlinger, Esslingen
- Friedrich Wilhelm Fürst von Hohenzollern, Sigmaringen
- Theodor Hurrle, Gaggenau
- Wilhelm Jung, Lörrach
- Adam Kehrle, Buckfast Leigh / Großbritannien
- Karl-Heinz Keller, Freiburg
- Herbert Thomas King, Rheinfelden (Baden)
- Maria Klingel, Stuttgart
- Renate Krausnick-Horst, Stuttgart
- Erwin Lamparter, Sindelfingen
- Otto Julius Maier, Ravensburg
- Schwester Marziana, geb. Theresia Hermann, Gengenbach
- Klaus Mertin, Bad Soden
- Erwin Mickler, Bietigheim-Bissingen
- Gerhard Müller, Reutlingen
- Alfons Prönnecke, Müllheim
- Gisbert Freiherr zu Putlitz, Heidelberg
- Otto Raisch, Stuttgart
- Herbert Reindell, Freiburg
- Martin Schiestl, Ballrechten-Dottingen
- Gustav Schilling, Kraichtal
- Herbert Schneider, Weinheim
- Wilhelm Schoch, Mannheim
- Beatrice Steiner, Trimbach / Schweiz
- Friedrich Vortisch, Lörrach
- Gerhard Weng, Tübingen
- Wolfgang Zimmermann, Heidelberg
- Chrysostomus Zodel, Leutkirch im Allgäu
- Hartwig Zürn, Altensteig

## 1989
Die Verleihung fand am 6. Mai 1989 im Schloss in Ludwigsburg statt.
- Friedrich Wilhelm Ahnefeld, Ulm
- Schwester Marie-Luise, geb. Regina Alber, Münstertal
- Hermann Bäckert, Albstadt
- Maria Bertsch, Berg
- Johannes Binkowski, Stuttgart
- Heinz M. Bleicher, Gerlingen
- Wilhelm Boeck, Tübingen
- Anton Böhringer, Gerlingen
- Renate Bran, Calw
- Eugen Buhl, Calw
- Rolf Dick, Ulm
- Paul Heinrich Ebell, Bad Waldsee
- Walter Ludwig Eckert, Heidelberg
- Schwester M. Gabriele, geb. Agathe Faul, Dürmentingen
- Gerhart Gerweck, Bretten
- Dieter Freiherr Göler von Ravensburg, Mauer
- Adolf Goetzberger, Merzhausen
- Hans Häring, Stuttgart
- Günter Kluck, Weinsberg
- Klara Kunz, Pforzheim
- Carl Lachenmann, Weinstadt
- Werner Lange, Ulm
- Isidor Lasslob, Esslingen am Neckar
- Werner Lechner, Althütte
- Eugen Martin, Freiburg
- Hartmut Michel, Hofheim
- Richard Mühe, Konstanz
- Willy Nissel, Daun
- Herta Osswald, Stuttgart
- Günther Reichelt, Donaueschingen
- Karl-Heinz Reinheimer, Sindelfingen
- Paula Riede, Fellbach
- Josef Sarbach, Ulm
- Dietmar Schlee, Sigmaringen
- Alfred Schmitt, Eriskirch
- Dietrich Schmitt, Heidelberg
- Herbert Schubert, Knittlingen
- Georg Steinbrenner, Heidelberg
- Gudrun Gräfin Vitzthum von Eckstädt, Villingen-Schwenningen
- Wolfgang Vogt, Pforzheim
- Ruth Wössner, Loßburg

## 1990
Die Verleihung fand am 5. Mai 1990 im Schloss in Ludwigsburg statt.
- Dietrich von Abel, Schwäbisch Gmünd
- Oskar Althausen, Mannheim
- Helmut Altner, Regensburg
- Hans Bausch, Leonberg
- Maria Beig, Immenstaad
- Ludwig Braun, Baden-Baden
- Jean-Louis Brette, Dijon / Frankreich
- Christian Brücker, Winnenden
- Eugen Buri, Sigmaringen
- Walter Dörr, Heilbronn
- Hans Peter Doll, Stuttgart
- Hilde Domin, Heidelberg
- Günter Erlewein, Heilbronn
- Hildegard Feser, Freiamt
- Thea Fischer, Mannheim
- Erich Großmann, Reutlingen
- Irmgard Hampp, Stuttgart
- Herta Herrmann, Donaueschingen
- István Horváth, Bonn
- Johanna Kling, Stuttgart
- Jakob Laub, Waibstadt
- Herbert Lucy, Mannheim
- Ernst Ludwig, Ulm
- Elisabeth Noelle-Neumann, Allensbach
- Ferdinand Porsche, Stuttgart
- Manfred Rommel, Stuttgart
- Hans Roth, Pforzheim
- Robert Ruder, Schwanau
- Wolfgang Sauer, Sao Paulo / Brasilien
- Hans Schaible, Stuttgart
- Herbert Schindler, Karlsruhe
- Hans Schleicher, Villingen-Schwenningen
- Georg Schmutz, Staufen
- Robert Schwebler, Karlsruhe
- Alfred Georg Seidel, Schorndorf
- Karl Volk, Neckarsulm
- Hans Leopold Zollner, Ettlingen

## 1991
Die Verleihung fand am 27. April 1991 im Schloss in Ludwigsburg statt.
- Albrecht Baehr, Stuttgart
- Theodor Balle, Esslingen
- Franz Baum, Rot an der Rot
- Werner Breitschwerdt, Stuttgart
- Margot Busak, Stuttgart
- Emil Gabriel, Kraichtal
- Alfred Geisel, Aalen (2010 zurückgegeben)
- Ingeborg Haag, Bisingen
- Ingeborg Hecht-Studniczka, Freiburg
- Otto Hespeler, Wannweil
- Eduard Hindelang, Langenargen
- Josef Kary, Friedenweiler
- Werner Kling, Eisingen
- Thilo Koch, Hausen
- Karl-Heinz Lehmann, Calw
- Schwester M. Aloisia Matt, Heppenheim
- Hermann Meinzer, Karlsruhe
- Hermann Mühleisen, Ludwigsburg
- Friedrich Müller, Bruchsal
- Max Müller, Obermarchtal
- Trudpert Müller, Karlsruhe
- Karl Heinz Neukamm, Nürnberg
- Friedrich Ohlhäuser, Karlsruhe
- Manfred Prechtl, Stuttgart
- Oswald Rathfelder, Stuttgart
- Anton Rödl, Wendlingen
- Barbara Schäfer-Wiegand, Oberotterbach
- Alois Schätzle, Waldkirch
- Otto Schäuble, Köngen
- Gotthard Schettler, Heidelberg
- Karl-Erhard Scheufelen, Lenningen
- Frank Schild, Schwieberdingen
- Heinz A. Staab, Heidelberg
- Alfred Stümper, Waldenbuch
- Maximilian Willibald Fürst zu Waldburg-Wolfegg-Waldsee, Wolfegg

## 1992
Die Hauptverleihungsfeier fand am 25. April 1992 im Neuen Schloss in Stuttgart statt. Daneben gab es am 30. November 1992 in der Villa Reitzenstein in Stuttgart eine weitere Verleihung an den zurückgetretenen Ministerpräsidenten Lothar Späth.
- Winfried Barthmus, Sindelfingen
- Irma Bornemann, Stuttgart
- Ruth Braun, Esslingen
- Ernst Brüstle, Rottweil
- Liselotte Bühler, Stuttgart
- Hans Eckle, Balingen
- Erhard Eppler, Schwäbisch Hall
- Kurt Gebhardt, Stuttgart
- Hans Glatzle, Göppingen
- Lioba Grillenberger, Bruchsal
- Alexander Grupp, Donzdorf
- Friedrich Haag, Stuttgart
- Hans Haas, Stuttgart
- Friedrich Hänssler, Holzgerlingen
- Adolf Hensler, Sauldorf
- Fritz Hopmeier Vizepräsident des Landtags von Baden-Württemberg, Esslingen
- Georg Hüssler, Freiburg
- Erika Kimmich, Stuttgart
- Erwin Knam, Ellwangen (Jagst)
- Ludwig Munzinger, Ravensburg
- Walter Nothelfer, Ravensburg
- Karl Pache, Wittnau
- Johannes Riede, Schwäbisch Gmünd
- Heinz Riedel, Lehrensteinsfeld
- Albert Roth, Pforzheim
- Bruno Rühl, Stuttgart
- Bert Sakmann, München
- Friedrich Schiedel, München
- Otto Schlecht, Bonn
- Hans-Peter Schwarz, Gauting
- Lothar Späth, Ministerpräsident a. D., Gerlingen
- Erika Stöffler, Korntal-Münchingen
- Herbert Tröndle, Waldshut-Tiengen
- Karl Theodor Uhrig, Lahr
- Dieter Walther, Karlsbad
- Rudolf Wildenmann, Mannheim
- Martin Wurm, Stuttgart
- Emil Zeller, Lauchringen

## 1993
Die Verleihung fand am 8. Mai 1993 im Schloss in Ludwigsburg statt.
- Gertrud von Berg, Stuttgart
- Brigitte Bergmann, Konstanz
- Marcus Bierich, Stuttgart
- Eugen Biser, München
- Reinhard Blasig, Leonberg
- Otto Borst, Esslingen
- Emma Katharina Brunner, Tübingen
- Berthold Dietrich, Freiburg
- Gotthilf Fischer, Weinstadt
- Paula Fuchs, langjährige Vorsitzende der CDU-Fraktion im Heilbronner Gemeinderat, Heilbronn
- Hans Häckel, Langenau
- Freifrau Helene von Heyl, Lahr
- Kurt Katz, Asperg
- Joachim Klar, Winterbach
- Erwin Kraft, Stuttgart
- Werner Niefer, Stuttgart
- Arnold Petersen, Heidelberg
- Elisabet Plünnecke, Stuttgart
- Helmtrud Portmann, Offenburg
- Albrecht Roser, Stuttgart
- Michael Russ, Stuttgart
- Helmut Schönnamsgruber, Waldbronn
- Helene Schoettle, Stuttgart
- Alfred Schwab, Göppingen
- Wilhelm Graf von Schwerin von Schwanenfeld, Woldegk
- Hans-Dieter Schwieder, Tübingen
- Max Seckler, Tübingen
- Adolf Seilacher, Tübingen
- Hugo Selbherr, Überlingen
- Kurt Ströbel, Oberkirchenrat a. D., Stuttgart
- Alois Graf von Waldburg-Zeil und Trauchburg, Argenbühl
- Georg Weber, Donzdorf
- Jörg Zink, Stuttgart

## 1994
Die Verleihung fand am 30. April 1994 im Schloss in Ludwigsburg statt.
- Edwin Auer, Waldshut-Tiengen
- Ernst Waldemar Bauer, Ostfildern
- Martin Blümcke, Laufenburg
- Karl Dietrich Bracher, Bonn
- Josef Briem, Ostrach
- Georg Endress, Reinach/Schweiz
- Gustav Eppler, Bietigheim-Bissingen
- Paul Gräb, Bad Säckingen
- Wilhelm Greiner, Radolfzell
- Margret Grimm, Reutlingen
- Otto Herbert Hajek, Stuttgart
- Willibald Herzel, Weingarten
- Anneliese Kohleiss, Stuttgart
- Heinz Kohler, Bauunternehmer, Böblingen
- Gotthilf Kurz, München
- Gudrun Laible, Helmstadt-Bargen
- Gertrud Luckner, Freiburg
- Dieter Ludwig, Ettlingen
- Hans Maier, München
- Ewald Merkle, Villingen-Schwenningen
- Karl Miltner, Ettlingen
- Helmut Münch, Mannheim
- Battista Mutti, Stuttgart
- Jordi Pujol, Barcelona / Spanien
- Albert Reuter, Bad Mergentheim
- Kurt Rückstieß, Ravensburg
- Berta Rühle, Stuttgart
- Artur Schober, Stuttgart
- Oswald Schoch, Müllheim
- Luise Schroth, Göppingen
- Theo Sorg, Landesbischof der Evangelischen Kirche in Württemberg, Ostfildern
- Gerdi Staiblin, Endingen am Kaiserstuhl
- Gerhard Vescovi, Kirchberg
- Josef Warscher, Stuttgart
- Werner Weber, Pforzheim
- Manfred Wörner, Brüssel / Belgien
- Reinhold Würth, Niedernhall
- Sigurd Zimmerling, Stuttgart
- August Zimmermann, Uhingen
- Walther Zügel, Stuttgart
- Fritz Zugmantel, Überlingen

## 1995
Die Hauptverleihungsfeier fand am 29. April 1995 im Schloss in Stuttgart statt. Daneben gab es am 3. Juli 1995 in der Villa Reitzenstein in Stuttgart eine weitere Verleihung an Bundespräsident Richard von Weizsäcker.
- Inge Aicher-Scholl, Leutkirch
- Grete Borgmann, Freiburg
- Franz Josef Dazert, Kornwestheim
- Rudolf Decker, Böblingen
- Karl Dummler, Stuttgart
- Schwester Margaretha Ebe, Stuttgart
- Wolfgang Eychmüller, Ulm
- Ingeborg Haag, Freiburg
- Emil Heid, Ötigheim
- Daniel Hoeffel, Handschuheim
- Antonie Kraut, Stuttgart
- Reinhart Lempp, Stuttgart
- Heinz Maier-Leibnitz, München
- Marianne Meyer-Krahmer, Heidelberg
- Jürgen Morlok, Karlsruhe
- Ernst Friedrich Pfeiffer, Ulm
- Klaus Reiners, Wangen
- Joseph Rovan, Menton / Frankreich
- Franz Sauter, Epfendorf
- Ursula Schack, Mühlacker
- Gudrun Schammann, Weikersheim
- Ella Schneider, Heidenheim
- Else Schwenk-Anger, Alpirsbach
- Ellen Schwiers, Berg
- Gerhard Seiler, Karlsruhe
- Konrad Seitz, Wachtberg
- Walter Spagerer, Mannheim
- Lucie Steiner, Aichtal
- Paul Strifler, Dettingen
- Daniela Tausch-Flammer, Bremen
- Gerd Tellenbach, Freiburg
- Hans Vießmann, Battenberg
- Hellmut Waller, Tübingen
- Richard von Weizsäcker, Bundespräsident a. D.
- Hans-Frieder Willmann, Stuttgart

## 1996
Die Verleihung fand am 11. Mai 1996 im Schloss in Ludwigsburg statt.
- Helmut Agostini, Löffingen
- Helmut Bergdolt, Wiesloch
- Elfriede Biedrzynski, Stuttgart
- Dorothee Bürkert, Ingelfingen
- Hermann Eiselen, Ulm
- Rolf Dieter Englerth, Ellwangen (Jagst)
- Franz Fendt, Tübingen
- Heiner Geißler, Gleisweiler
- Marianne Gerhardt, Stuttgart
- Edmond Gerrer, Colmar / Frankreich
- Theo Götz, Pfullingen
- Johann Grießer, Klettgau
- Gerd Hatje, Stuttgart
- Krafft von Heynitz, Pforzheim
- Günter Höch, Wangen
- Wolfgang Hug, Freiburg
- Elisabeth Jacobi, Stuttgart
- Norbert Jaffke, Esslingen
- Louis Jung, Harskirchen / Frankreich
- Hans von Keler, Herrenberg
- Josef Keller, Geisingen
- Wolfgang Kimmig, Ludwigsburg
- Anneliese Knoop-Graf, Bühl
- Schwester Carlagnese, geb. Erminia Nanino, Tübingen
- Christiane Nüsslein-Volhard, Tübingen
- Karl Östreicher, Blaufelden
- Martin Purtscher, Thüringen / Österreich
- Otto Rundel, Karlsruhe
- Paul Sauer, Tamm
- Hans Joachim Schmidtgen, Stuttgart
- Schwester Klothildis Schneider, Stuttgart
- Ventur Schöttle, Ehingen
- Marianne Schultz-Hector, Stuttgart
- Eberhard Stammler, Stuttgart
- Hans Peter Sturm, Kornwestheim
- Waltraut Werner-Künzig, Freiburg
- Gerhard Widder, Oberbürgermeister der Stadt Mannheim, Mannheim
- Werner Widmaier, Leonberg

## 1997
Die Verleihung fand am 10. Mai 1997 im Schloss in Ludwigsburg statt.
- Elisabeth Alexander, Heidelberg
- Władysław Bartoszewski, Warschau / Polen
- Sonja Bernadotte af Wisborg, Konstanz
- Erich Brodbeck, Stuttgart
- Julius Carlebach, E. Sussex / England
- Wolfgang Dauner, Stuttgart
- Karl Feuerstein, Mannheim
- Hermann Franz, Bubenreuth
- Gerhard Gamber, Offenburg
- Hildegard Göhrum, Stuttgart
- Gerhard Häussler, Niefern-Öschelbronn
- Hermann Haken, Sindelfingen
- Hans Heitlinger, Eppingen
- Johannes Kuhn, Leinfelden-Echterdingen
- Karl Kußmaul, Reutlingen
- Hildegard Lagrenne, Mannheim
- Hugo Leicht, Pforzheim
- Gerhard Maier, Schwäbisch Gmünd
- Hubert S. Markl, Konstanz
- Helga Michels-Reese, Tübingen
- Eberhard Mühlbacher, Waldachtal
- Alois Reiss, Pforzheim
- Oskar Saier, Freiburg im Breisgau
- Frieda Schlecht, Tannheim
- Elsa Sitter, Heilbronn
- Werner Spies, Bourg-la-Reine / Frankreich
- Ludwig Vögely, Karlsruhe
- Claus Weyrosta, Bietigheim-Bissingen
- Ulrich Wildermuth, Ulm

## 1998
Die Verleihung fand am 25. April 1998 im Schloss in Ludwigsburg statt.
- Siegbert Alber, Stuttgart
- Klaus Engelhardt, Karlsruhe
- Hermann Fünfgeld, Fellbach
- Hans Haller, Neukirch
- Margot Jolanthe Hemberger, Loßburg
- Walter Kasper, Rottenburg
- Matthias Kleinert, Besigheim
- Heinz Kunle, Karlsruhe
- Helmut Maucher, Präsident des Verwaltungsrats der Nestlé AG, Vevey/Schweiz
- Robert Maus, Gottmadingen
- Ilse Merz, Neulußheim
- Thomas Oppermann, Tübingen
- Karl Osner, Bonn
- Anton Pfeifer, Reutlingen
- Ursula Plake, Schramberg
- Johannes Poethen, Schriftsteller, Stuttgart
- Siegfried Pommerenke, Bietigheim-Bissingen
- Ulrich Regelmann, Rottweil
- Irmgard Rösch, Villingen-Schwenningen
- Fritz Schray, Wurmlingen
- Hermann Schwörer, Sigmaringen
- Richard Seeger, Reichenbach
- Katja Seizinger, Eberbach
- Hannelore Sommer, Stuttgart
- Wilfried Steuer, Langenenslingen-Emerfeld
- Elisabeth Stumpfögger, Ravensburg
- Meinhard Tenné, Stuttgart
- Antonie Teufel, Hettingen-Inneringen
- Hans-Jürgen Warnecke, Weil der Stadt
- Rainer Wilhelm, Stuttgart
- Harald Zimmermann, Tübingen

## 1999
Die Hauptverleihungsfeier fand am 24. April 1999 im Schloss in Stuttgart statt. Daneben gab es am 22. Oktober 1999 in Schloss Schwetzingen eine weitere Verleihung an den ehemaligen Bundeskanzler Helmut Kohl.
- Otto Bechtold, Freiburg
- Maria Bergmann, Baden-Baden
- Ralf Dahrendorf, London / England
- Franz Josef Fetzer, Manila / Philippinen
- Bernhard Friedmann, Ottersweier
- Hans Geipel, Gerlingen
- Karl Konrad von der Groeben, Baden-Baden
- Johann Gründler, Burgrieden-Rot
- Bernhard Härer, Kernen i. R.
- Helmut Hauser, Balingen
- Dorothee Hess-Maier, Ravensburg
- Jürgen Hohl, Bad Wurzach-Eggmannsried
- Dietmar Hopp, Walldorf
- Norbert Huber, Ravensburg
- Eberhard Jäckel, Stuttgart
- Dorothea Jetter, Reutlingen
- Herbert Jüttemann, Karlsruhe
- Jürgen Klinsmann, Huntington Beach / USA
- Helmut Kohl, Bundeskanzler a. D., Ludwigshafen
- Sibylle Krause-Burger, Stuttgart
- Erich B. Kusch, Rom / Italien
- Ursula Lehr, Bonn
- Ferdinand Lock, Bad Friedrichshall
- Georg Märtsch, Heilbronn-Neckargartach
- Anne-Sophie Mutter, München
- Heide Rotermund, Heidelberg
- Uta Schlegel-Holzmann, Leinfelden-Echterdingen
- Eugen Schmid, Tübingen
- Helga Solinger MdL, Stuttgart
- Alfons Stadler, Hornberg
- Heinrich Vetter, Ilvesheim

## 2000
Die Verleihung fand am 6. Mai 2000 im Schloss in Ludwigsburg statt.
- Peter Adolff, Stuttgart
- Udo Botzenhart, Ulm
- Ilse-Irmgard Dörges, Möglingen
- Günter Drews, Schrozberg
- Walter Fröhlich, Singen
- Wolfgang Frühwald, Augsburg
- Honor Funk, Ochsenhausen
- Erich Hauser, Rottweil
- Dieter Thomas Heck, Lauf
- Renate Hellwig, München
- Max Jaeger, Mannheim
- Wolfgang Jäger, Freiburg
- Eberhard Jüngel, Tübingen
- Hans-Jörg Kimmich, Stuttgart
- Siegfried Köder, Ellwangen
- Karl-Magnus Graf Leutrum von Ertingen, Schwieberdingen
- Thomas Löffelholz, Berlin
- Franz Longin, Stuttgart
- Jakob Marquardt, Rietheim-Weilheim
- Lorenz Menz, Stuttgart
- Werner Mezger, Volkskundler, Rottweil
- Theodor Müller, Steinheim
- Bernd Ottnad, Freiburg
- Frei Otto, Leonberg-Warmbronn
- Edith Raidt, Johannesburg / Südafrika
- Erhard Richter, Grenzach-Wyhlen
- Erich Schmid, Rom / Italien
- Hermann Scholl, Stuttgart
- Dieter Spöri, Backnang
- Dieter Thoma, Hinterzarten
- Siegfried Unseld, Frankfurt/Main
- Ingrid Walz, Stuttgart
- Erna Weimar, Bad Liebenzell
- Karl Walter Ziegler, Plüderhausen

## 2001
Die Verleihung fand am 5. Mai 2001 im Schloss in Ludwigsburg statt.
- Albrecht Ade, Remseck
- Götz Adriani, Tübingen
- Marianne Allendorf, Karlsdorf-Neuthard
- Werner Baumhauer, Heidenheim
- Eleonore Beck, Tübingen
- Joël Berger, Stuttgart
- Kurt Brenner, Candillarques / Frankreich
- Willi Burth, Kressbronn
- Margarete Dörr, Oberstenfeld-Gronau
- Herbert Duffner, Überlingen
- Jochen Abraham Frowein, Heidelberg
- Max Gögler, Tübingen
- Alexander Heisler, Teningen
- Dietmar Freiherr von Hoyningen-Huene, Heddesheim
- Berthold Huber, Stuttgart
- Peter Hünermann, Rottenburg
- Marianne Kawohl, Gundelfingen
- Friedrich-Wilhelm Kiel, Fellbach
- Gerhard Krüger, Waldbronn
- Franz Josef Kuhnle, Ravensburg-Oberzell
- Paul Konrad Kurz, Gauting-Buchendorf
- Helmut Lachenmann, Leonberg-Höfingen
- Helmut Läpple, Weinsberg
- Rolf Lehmann, Stuttgart
- Suzana Lipovac, Stuttgart
- Gabriele Miller, Rottenburg
- Jürgen Moltmann, Tübingen
- Harald Neu, Ehingen
- Ernst Neukomm, Löhningen / Schweiz
- Helmut Ohnewald, Schwäbisch Gmünd
- Hanns-Josef Ortheil, Stuttgart
- Hans Pfeifer, Ellwangen
- Eberhardt Renz, Stuttgart
- Wendelin Ruf, Oberkirch
- Berta Schempp, Ravensburg
- Sonja Faber-Schrecklein, Esslingen
- Hans Peter Stihl, Waiblingen
- Gerhard Thiele, Houston, Texas / USA
- Gustav Wabro, Aalen
- Karl von Wogau, Freiburg
- Klaus Zehelein, Stuttgart
- Adrien Zeller, Straßburg / Frankreich

## 2002
Die Verleihung fand am 27. April 2002 im Neuen Schloss in Stuttgart statt.
- Ann-Katrin Bauknecht, Stuttgart
- Frieder Bernius, Stuttgart
- Rolf Böhme, Freiburg
- Till Casper, Remchingen
- Eugen Dieterle, Wolfach
- Heike Drechsler, Karlsruhe
- Bruno Epple, Öhningen-Wangen
- Birgit Fischer, Päwesin
- Hermann Ganter, Rastatt
- Karlmann Geiß, Präsident des Bundesgerichtshofs a. D., Ulm
- Ernest Gillen, Howald / Luxemburg
- Steffi Graf, Mannheim
- Heinrich Haasis, Stuttgart
- Theresia Hauser, Germering
- Heinz Heckmann, Bruchsal
- Gerhard Heimerl, Stuttgart
- Martin Herrenknecht, Schwanau
- Roman Herzog, Bundespräsident a. D., München
- Peter Hoffmann, Montreal / Kanada
- Hans-Jörg Kalmbach, Calw
- Wolfgang Ketterle, Cambridge / USA
- Peter Graf von Kielmannsegg, Laudenbach
- Horst Köhler, Washington D.C. / USA
- Manfred Korfmann, Ofterdingen
- Werner Kugler, Crailsheim
- Manfred Lautenschläger, Gaiberg
- Karl Kardinal Lehmann, Vorsitzender der deutschen Bischofskonferenz, Mainz
- Ursula Lesny, Herrenberg
- Manfred List, Bietigheim-Bissingen
- Manfred Maus, Wermelskirchen
- Ingrid Noll, Weinheim
- Dieter Rodi, Schwäbisch Gmünd
- Elfriede Roth, Amtzell
- Bertold Schmidt, Lauchringen
- Walter Scholz, Achern
- Franz Schoser, Köln
- Dieter Schwarz, Heilbronn
- Erika Seige, Überlingen
- Kurt Sontheimer, Murnau
- Arnold Stadler, Sauldorf-Rast
- Berthold Schenk Graf von Stauffenberg, Oppenweiler
- Dietz-Werner Steck, Stuttgart
- Hans Gottfried von Stockhausen, Remshalden-Buoch
- Peter Stoll, Stuttgart
- Georgette Tsinguirides, Stuttgart
- Tomi Ungerer, Straßburg / Frankreich
- Erwin Vetter, Ettlingen
- Theodor Waigel, Ursberg-Oberrohr
- Kurt Wesch, Karlsruhe
- Harald Wohlfahrt, Baiersbronn-Tonbach
- Gabriele Wohmann, Darmstadt

## 2003
Die Verleihung fand am 10. Mai 2003 im Schloss in Ludwigsburg statt.
- Elert Bode, Stuttgart
- Ernst-Wolfgang Böckenförde, Au
- Manfred Bosch, Lörrach
- Rainer Brechtken, Schorndorf
- Josef Dreier, Wangen i. A.
- Manfred Erhardt, Essen
- Horst Förster, Ammerbuch
- Wolfgang Franz, Mannheim
- Swetlana Geier, Freiburg
- Wolfgang Gönnenwein, Aichwald
- Ursula Gollhofer, Fellbach-Oeffingen
- Roland Hartung, Mannheim
- Paul Kirchhof, Heidelberg
- Uta Klee, Karlsruhe-Grötzingen
- Gerhard Konzelmann, Stuttgart
- Helmut Kuhn, Heidenheim
- Hanns-Friedrich Kunz, Tübingen
- Eberhard Lämmert, Berlin
- Peter Linder, Stuttgart
- Tony Marshall, Baden-Baden
- Ruth Merckle, Blaubeuren
- Schwester Marieluise Metzger, Untermarchtal
- Pfarrer Josef Maria Neuenhofer, La Paz / Bolivien
- Sir Roger Norrington, Wickham Heath / Großbritannien
- Paul Rosenkranz, Stuttgart
- Walter Schultheiß, Wildberg
- Fany Solter, Karlsruhe
- Klaus von Trotha, Gaggenau
- Heinrich Wagner, Stockach
- Peter Wetter, Stuttgart
- Erwin Zillenbiller, Veringenstadt

## 2004
Die Verleihung fand am 8. Mai 2004 im Neuen Schloss in Stuttgart statt.
- Klaus-Peter Baatz, Stuttgart
- Dieter Baumann, Tübingen
- Stephen T. Cochrane, Stuttgart
- Helmut Digel, Tübingen
- Werner Endres, Meersburg
- Siegfried Haas, Rottweil
- Alma Hämmerle, Tübingen
- Jörg Menno Harms, Stuttgart
- Heinrich Hartmann, Reutlingen
- Kraft zu Hohenlohe-Oehringen, Neuenstein
- Bernhard Hurm, Burladingen-Melchingen
- Frumentia Maier, Offenburg
- Klaus Mangold, Münstertal
- Eva Mayr-Stihl, Remseck
- Hermann Mühlbeyer, Bad Friedrichshall
- Elsbeth Nötzoldt-Janda, Heidelberg
- Siegfried Pfeiffer, Kirchheim u.T.
- Wolfgang Rihm, Karlsruhe
- Harald B. Schäfer, Offenburg
- Norbert Schelleis, Hömberg
- Siegfried Schiele, Stuttgart
- Werner Schweikert, Flein
- Ursula Späth, Gerlingen
- Emil Stehle, Konstanz
- Albert Sting, Löchgau
- Gerhard Sturm, Mulfingen
- Diemut Theato, Neckargemünd-Waldhilsbach
- Hans Tränkle, Rottenburg
- Paul Wehrle, Freiburg
- Irma Wild, Boxberg
- Anna Willi, Zimmern unter der Burg
- Hilde Witopil, Stuttgart
- Uwe Zellmer, Burladingen-Melchingen

## 2005
Die Verleihung fand am 8. April 2005 im Neuen Schloss in Stuttgart statt.
- Rudolf Baumann, Reutlingen
- August-Eduard Becker, Pfinztal
- Robert Bergmann, Neckartailfingen
- Hans Bichelmeier, Mannheim
- Guido Buchwald, Tokyo / Japan, Fußball-Nationalspieler
- Hermann Bujard, Heidelberg
- Ursula Cantieni, Baden-Baden
- Petrus Ceelen, Tamm
- Valéry Giscard d’Estaing, Paris / Frankreich, Staatspräsident
- Paul Uwe Dreyer, Stuttgart
- Heinz Fenrich, Oberbürgermeister der Stadt Karlsruhe, Karlsruhe
- Ulrich Frank-Planitz, Stuttgart
- Lothar Freund, Ladenburg
- Frieda Ganter, Furtwangen
- Gerlinde Hämmerle, Karlsruhe
- Rudolf Häussler, Stuttgart-Vaihingen, Unternehmer
- Eugen Hafner, Aalen
- Hartmut von Hentig, Berlin
- Otfried Höffe, Tübingen
- James E.A. John, Flint/Michigan / USA
- Heinz Kälberer, Oberbürgermeister der Stadt Vaihingen an der Enz
- Paul Kopf, Ludwigsburg
- Hans Küng, Tübingen
- Schwester Anna Lioba, Heidelberg
- Roland Mack, Rust
- Gerhard Maier, Landesbischof der Evangelischen Landeskirche in Württemberg, Stuttgart
- Friedemann Maurer, Hausen ob Verena
- Schwester Karoline Mayer, Santiago de Chile / Chile
- Jürgen Meyer, Kirchzarten
- Hans Mohr, Kirchzarten
- Eberhardt Palmer, Stuttgart
- Walter Riester, Göppingen
- Astrid Ritter, Allensbach-Hegne
- Herbert Sausgruber, Landeshauptmann von Vorarlberg, Höchst / Österreich
- Herbert Schmid, Waldenbuch
- Wolfgang Schuster, Oberbürgermeister der Stadt Stuttgart, Stuttgart
- Heinz Siebeneicher, Baden-Baden
- Berndt von Staden, Vaihingen an der Enz
- Peter Straub, Waldshut-Tiengen, Präsident des Landtags von Baden-Württemberg
- Peter Ströbel, Stuttgart
- Alfons Thanner, Fronreute-Blitzenreute
- Arnold Tölg, Bad Liebenzell
- Elisabeth Volk, Sigmaringen-Laiz
- Edgar Wais, Reutlingen
- Siegfried Weishaupt, Laupheim
- Horst Weitzmann, Lautenbach
- Gerhard Zeidler, Stuttgart

## 2006
Die Verleihung fand am 29. April 2006 im Schloss in Ludwigsburg statt.
- Jürgen Adam, Prälat, Domkapitular i. R., Rottenburg
- Wieland Backes, Fernsehjournalist, Stuttgart
- Horst Bäuerle, früherer Vorsitzender des Beamtenbundes Baden-Württemberg, Freudenstadt
- Frieder Birzele, MdL, Stellvertretender Landtagspräsident, Göppingen
- Rainer Bliesener, Vorsitzender des Deutschen Gewerkschaftsbundes Baden-Württemberg, Weinstadt
- Beate Breithaupt, freiberufliche Journalistin, Stellvertretende Vorsitzende des Evangelischen Jugendwerks in Württemberg und Vizepräsidentin des Europäischen Bundes des CVJM, Remshalden
- Hermann Brommer, Schulrektor i. R., Merdingen
- Otwin Brucker, Bürgermeister a. D., früherer Präsident des Gemeindetags von Baden-Württemberg, Pliezhausen
- Alexander Walter Bill Dehio, Mitglied der Geschäftsführung Boehringer Ingelheim Pharma GmbH & Co. KG, Biberach an der Riß
- Martin Dolde, Maschinenbauingenieur i. R., Mitglied der Württ. Evang. Landessynode, Stuttgart
- Willi Dreßen, früherer Leiter der Zentralen Stelle der Landesjustizverwaltungen zur Aufklärung von NS-Verbrechen, Ludwigsburg
- Ragni Maria Gschwend, Übersetzerin, Vorsitzende des Freundeskreises zur internat. Förderung wissenschaftlicher und literarischer Übersetzungen, Freiburg
- Egon Gushurst, Vorstandsvorsitzender des Badischen Genossenschaftsverbandes Karlsruhe i. R., Sinzheim
- Jürgen Hofer MdL, Oberbürgermeister a. D., Weinstadt
- Dieter Hundt, Unternehmer, Wangen
- Heinrich Jäger, Vorsitzender der Gesellschaft der Freunde des Badischen Staatstheaters, Karlsruhe
- Edith Koerber, Intendantin, Regisseurin, Schauspielerin, Theater tri-bühne, Stuttgart
- Rolf Kurz, MdL, Präsident des Bundes der Selbständigen in Deutschland, Fellbach-Schmiden
- Jutta Limbach, frühere Präsidentin des Bundesverfassungsgerichts und Präsidentin des Goethe-Instituts, München
- Volker Mattern, Vorsitzender des ADAC Südbaden, Freiburg
- Bärbl Maushart, Marketingmanagerin, Verwaltungsratsvorsitzende der Verbraucherzentrale Baden-Württemberg, Straubenhardt-Schwann
- Georg Obieglo, Rektor der Hochschule Reutlingen a. D., Reutlingen
- Susanne Offenbach, Journalistin, Stuttgart
- Theresia Pfänder, Lahr, Unternehmerin
- Rezzo Schlauch, Parlamentarischer Staatssekretär beim Bundesminister für Wirtschaft und Arbeit a. D., Stuttgart
- Hermann Seimetz, MdL, stv. Fraktionsvorsitzender, Donzdorf
- Norbert Stoffels, Abt der Benediktinerabtei Neresheim
- Claire Thobe-Arza, Lehrerin, Vorsitzende des Vereins „Für rumänische Waisenkinder e. V.“, Heidelberg
- Marion von Wartenberg, Klinik-/Altenseelsorgerin, frühere Vorsitzende des Landesfrauenrates, Stuttgart
- Hanna Wörner, Kreisvorsitzende des KreislandFrauenvereins Ostalb und bis 2004 Vizepräsidentin des LandFrauenverbands Württemberg-Baden e. V., Aalen
- Harald zur Hausen, Stiftungsvorstand Deutsches Krebsforschungszentrum bis 2003, Heidelberg
- Otmar Zwiebelhofer, Unternehmer, Vorsitzender des Verbands der Metall- und Elektroindustrie Baden-Württemberg (Südwestmetall), Gernsbach

## 2007
Die Verleihung fand am 28. April 2007 in Schwetzingen statt.
- Hans Beerstecher, Landes- und Kommunalpolitiker und stellvertretender LfK-Vorstandsvorsitzender, Ludwigsburg
- Rainer Dahlem, GEW-Landesvorsitzender, Schwaigern
- Karin Emmer, Leiterin der Ökumenischen Krankenhaushilfe der Uni Heidelberg, Plankstadt
- Roland Emmerich, Filmregisseur und -produzent, Los Angeles/USA
- Kurt Feuerbacher, ehemaliges Mitglied der Landessynode der Evangelischen Kirche Württemberg, Ebhausen
- Robert Häusser, Fotograf, Mannheim
- Günther Hecht, ehemaliger Präsident HWK Reutlingen, Pfullingen
- Reiner Heeb, Landrat a. D., Böblingen
- Gerd Hockenberger, ehemaliger Präsident des Landesbauernverbandes Baden-Württemberg, Sinsheim
- Frank Höfle, Frank, Skisportler und Paralympicssieger, Isny
- Elke Jordan, Vorsitzende des Vereins „Bürger für Leukämie- und Tumorerkrankte“, Weingarten
- Henry Kissinger, ehemaliger US-Außenminister (nicht auf der Liste des Staatsministeriums!)
- Marita Klenk, Vorsitzende des „Freundeskreises Teddybär e. V.“, Bad Rappenau-Bonfeld
- Fritz Kuhn, MdB, Bundes- und Landespolitiker, Berlin
- Horst Mehrländer, Staatssekretär a. D., Stuttgart
- Elke Mildner, Leiterin der Wohngemeinschaft OASE, Rottenburg
- Hansi Müller, Fußballspieler, WM-Botschafter für Stuttgart, Waiblingen
- Xavier Naidoo, Pop-Musiker, Mannheim
- Hans-Peter Repnik, Politiker, Staatssekretär a. D., Radolfzell
- Annette Schavan, ehemaliges MdB, Bundesministerin a. D., Ulm
- Wolfgang Schüssel, Bundeskanzler a. D., Wien
- Silvia von Schweden, Gründerin der Kinderhilfsorganisation „World Childhood Foundation“, Stockholm
- Volker Stich, bbw-Landesvorsitzender, Heidelberg
- Horst Tögel, Leiter der „Brenz-Band“, Ludwigsburg
- Eugen Volz, Staatssekretär a. D., Ellwangen
- Peter Voß, SWR-Intendant, Stuttgart
- Beate Weber, Oberbürgermeisterin a. D., Heidelberg
- Wendelin Wiedeking, Vorstandsvorsitzender Porsche AG, Bietigheim-Bissingen

## 2008
Die Verleihung fand am 26. April 2008 im Schloss in Ludwigsburg statt. Eine weitere Verleihung an Peter Sutherland und George Weidenfeld fand am 2. Oktober 2008 in London statt.
- Udo Andriof, Regierungspräsident a. D., Dettenhausen
- Robert Antretter, Bundesvorsitzender der Bundesvereinigung Lebenshilfe für Menschen mit geistiger Behinderung e. V., Backnang
- Eberhard Bosch, Vorsitzender des Evangelischen Diakonissenvereins Siloah, Pforzheim
- Hubert Burda, Verleger, Offenburg
- Gerhard Ertl, Wissenschaftler und Träger des Nobelpreises für Chemie 2007, Berlin
- Benedicta Ewald, Generaloberin i. R., Klostergemeinschaft der Franziskanerinnen der ewigen Anbetung, Schwäbisch Gmünd
- Anna Gräßlin, Kunstsammlerin, St. Georgen
- Horst Guckes, Ehrenvorsitzender der Museumsgesellschaft Tübingen, Tübingen
- Margarete Helmes, Kreisrätin, Leonberg
- Rukiye Kaplan, Mitgründerin der türkisch-deutschen Frauenfreundschaftsgruppe Ulm, Ulm
- Karlheinz Kögel, Unternehmer, Baden-Baden
- Johann Löhn, Präsident der Steinbeis-Hochschule Berlin, Waldkirch
- Stelian Moculescu, Volleyballtrainer, Langenargen
- Horst Neugart, Schuldekan i. R. und ehemaliger Präsident 13. Württembergischen Evangelischen Landessynode, Heidenheim
- Jürgen Offenbach, ehemaliger Chefredakteur der Stuttgarter Nachrichten, Stuttgart
- Eduard Rossel, Gouverneur des Swerdlowsker Gebiets, Jekaterinburg, Russische Föderation
- Wolfgang Schäuble, MdB, Bundesminister des Innern, Gengenbach
- Reinhardt Schiller, Gewerkschafter, Bundesvorsitzender der Christlichen Gewerkschaft Metall, Sulzbach a.d. Murr
- Norbert Schneider, Staatssekretär a. D., Horb
- Ingeborge Schöffel-Tschinke, Vorsitzende des Landesschulbeirats Baden-Württemberg, Oberharmersbach
- Mechtild von Stauffenberg, Stv. Vorsitzende des jüdischen Kinderhilfswerks „Kinder- und Jugend-Aliyah“, Oppenweiler
- Peter Sutherland, London, England
- Erwin Teufel, Ministerpräsident a. D., Spaichingen
- Sven von Ungern-Sternberg, Regierungspräsident a. D., Freiburg
- Michael Ungethüm, Unternehmer, Tuttlingen
- George Weidenfeld, London, England
- Brigitte Weyl, geschäftsführende Gesellschafterin der Südverlag GmbH, Berg/TG, Schweiz
- Martin Winterkorn, Vorstandsvorsitzender der Volkswagen AG, Lenting

## 2009
Die Verleihung fand am 25. April 2009 im Schloss in Mannheim statt. Daneben gab es am 31. Oktober 2009 im Neuen Schloss in Stuttgart eine weitere Verleihung an den ehemaligen bayerischen Ministerpräsidenten Edmund Stoiber.
- Reid Anderson, Ballettintendant, Stuttgart
- Marianne Anselm, Präsidentin des Landfrauenverbands Südbaden, Willstätt
- Hermann Bausinger, Kulturwissenschaftler, Reutlingen
- Hans-Jörg Bullinger, Präsident der Fraunhofer-Gesellschaft, Stuttgart
- Schwester Michaele Csordás OSB, Konventsoberin in Kloster Wald, Wald
- Roland Doschka, Kunstexperte, Rottenburg
- Heinz Dürr, Unternehmer, Berlin
- Viktor Dulger, Unternehmer und Honorargeneralkonsul, Heidelberg
- Frank Elstner, Showmaster, Baden-Baden
- Margit Fleckenstein, Präsidentin der Landessynode der Evangelischen Landeskirche Baden, Mannheim
- Martin Friz, Pfarrer i. R., Stuttgart
- Manfred Fuchs, Unternehmer, Mannheim
- Martin Herzog, Minister a. D., Friedrichshafen
- Hanna von Hoerner, Astrophysikerin, Oftersheim
- Nico Hofmann, Filmproduzent, Berlin
- Nina Hoss, Schauspielerin, Berlin
- Michael Klett, Verleger, Stuttgart
- Elke Picker, Vorsitzende der Elternstiftung Baden-Württemberg, Tübingen
- Werner Schmidt-Lorch, Geschäftsführer der Freunde der Erzabtei St. Mar-tin zu Beuron, Albstadt-Margrethausen
- Wolfgang Schneiderhan, Generalinspekteur der Bundeswehr, Bad Soden
- Werner Schretzmeier, Leiter des Theaterhauses, Stuttgart
- Gisela Sick, Unternehmerin, Waldkirch
- Edmund Stoiber, ehemaliger bayerischer Ministerpräsident, Wolfratshausen
- Hans Thümmel, Rechtsanwalt, Gerlingen
- Peter Weibel, Vorstand des ZKM, Karlsruhe
- Wolfgang Weng, früherer Bundestagsabgeordneter, Gerlingen
- Stef Wertheimer, Unternehmer, Tefen / Israel
- Matthias Wissmann, Bundesminister a. D., Ludwigsburg

## 2010
Die Verleihung fand am 8. Mai 2010 im Schloss in Ludwigsburg durch Ministerpräsident Stefan Mappus statt.
- Horst-Michael Alt, Geschäftsführer des AMSEL-Landesverbandes, Ludwigsburg
- Verena Bentele, Skisportlerin und Paralympics-Siegerin, München
- Georg Brunnhuber, ehemaliger MdB, Oberkochen
- Eric Carle, Bilderbuchautor und -illustrator, Northampton (USA)
- Nicholas Conard, Archäologe, Tübingen
- Ruth Dieterich, Hausfrau, Schorndorf
- Annemarie Engelhardt, Bildungsreferentin, Aalen
- Hartmut Engler, Popmusiker, Bietigheim
- Brigitta Florian, Geschäftsführerin i. R., Ludwigsburg
- Bernhard Fritz, Oberbürgermeister a. D., Winnenden
- Gertrud Götz, Krankenschwester i. R., Donaueschingen
- Astrid Hahn, Schulleiterin, Welzheim
- Ursula Hülse, Geschäftsführerin des „Bundes Heimat und Volksleben“, Denzlingen
- Wolfgang Ischinger, Botschafter, Berlin
- Frank Otfried July, Landesbischof, Stuttgart
- Frank Knödler, Präsident des Landesfeuerwehrverbandes, Remseck
- Adrian Kutter, Kinobetreiber, Biberach
- Annemarie Lindner, Unternehmerin, Calw
- Kurt Salomon Maier, Bibliothekar, Washington (USA)
- Sabine Meyer, Klarinettistin, Lübeck
- Gosbert Müller, Landesvorsitzender Weißer Ring i. R., Stuttgart
- Ludger Reddemann, Staatssekretär a. D., Freiburg
- Helene Schneiderman, Kammersängerin, Stuttgart

## 2011
Die Verleihung fand am 10. April 2011 im Schloss in Mannheim durch Ministerpräsident Stefan Mappus statt. Am 10. Mai 2011 fand die Verleihung an Ludwig Georg Braun in der Villa Reitzenstein in Stuttgart statt.
- Albert Berner, Unternehmer, Künzelsau
- Ludwig Georg Braun, Unternehmer, Melsungen
- Willi Burger, Inspekteur der Polizei a. D., Rutesheim
- Jérôme Clément, ehemaliger Präsident des deutsch-französischen Fernsehsenders ARTE, Clamart (Frankreich)
- Silvius Dornier, Unternehmer, Friedrichshafen
- Wolfgang Fuhl, Vorsitzender der Israelitischen Religionsgemeinschaft, Lörrach
- Gabriele Geib, stv. Geschäftsführerin der Deutschen Kinderkrebsstiftung, Spechbach
- Peter Härtling, Schriftsteller, Mörfelden
- Thomas Hengelbrock, Dirigent, Freiburg
- Helmut Himmelsbach, Oberbürgermeister, Heilbronn
- Claus-Wilhelm Hoffmann, Oberbürgermeister a. D. und Vorsitzender der Stiftung Literaturarchiv Oberschwaben, Mittelbiberach
- Jean-Claude Juncker, Premierminister des Großherzogtums Luxemburg, Luxemburg (Luxemburg)
- Inge Kimmerle, Diakonissenschwester, Berlin
- Ludwig Knörzer, Rentner, Buchen-Hainstadt
- Regina Lehmann, Provinzoberin i. R., Allensbach-Hegne
- Willi Rudolf, Vorsitzender des Landesverbandes Selbsthilfe Körperbehinderter Baden-Württemberg, Mössingen-Öschingen
- Margarete Schrempp, Mitglied des Vorstands der „Kinderhilfe Bethlehem“, Hausach
- Wolfgang Schürer, Vorstandsvorsitzender der Stiftung Lindauer Nobelpreisträger-Treffen am Bodensee, St. Gallen (Schweiz)
- Tilman Todenhöfer, Unternehmer, Madrid (Spanien)
- Hans Wolff, Rektor der Universität Ulm a. D., Ichenhausen
- Diane Herzogin von Württemberg, Künstlerin, Altshausen
- Robert Zollitsch, Erzbischof, Freiburg
- Birgit Zorniger, Hotelmanagerin, Mumbai (Indien)

## 2012
Die Verleihung fand am 28. April 2012 im Schloss in Ludwigsburg durch Ministerpräsident Winfried Kretschmann statt. Die Verleihung an Rachel Dror fand am 5. Juli 2012 durch Ministerin Silke Krebs statt.
- Margarita Beitl, Ordensschwester, Ministerialrätin a. D., Stuttgart
- Peter Berthold, Ornithologe, Owingen
- Hertha Beuschel-Menze, Lehrerin a. D. und Unternehmerin, Lichtenau
- Fred Breinersdorfer, Jurist und Autor, Berlin
- Bülent Ceylan, Komiker und Kabarettist, Mannheim
- Louis Costemalle, Bürgermeister, Gurs (Frankreich)
- Pepe Danquart, Regisseur und Autor, Merzhausen
- Gunter Demnig, Initiator der Aktion „Stolpersteine“, Frechen
- Christine Denz, Sonderschullehrerin, Mosbach
- Emil Dister, Institutsleiter, Kesseldorf (Frankreich)
- Rachel Dror, Lehrerin, Stuttgart
- Karl-Josef Edelmann, Rentner, Ulm
- Doris Epple, Optikermeisterin i. R., Öhningen
- Rolf Fehlbaum, Unternehmer, Basel (Schweiz)
- Joy Fleming, Rock-, Pop- und Schlagersängerin, Sinsheim
- Kinga von Gyökössy-Rudersdorf, Med.-Techn. Assistentin, Weinstadt-Endersbach
- Sven Hannawald, Skispringer, München
- Marli Hoppe-Ritter, Unternehmerin, Schwetzingen
- Ekkehard Hülsmann, Oberstudiendirektor i. R., Appenweier
- Eva Luise Köhler, Lehrerin, Berlin
- Valdo Eugen Lehari, Verleger, Reutlingen
- Muharrem Satir, Hochschullehrer i. R., Berlin
- Jürgen Schütz, Landrat a. D., Heidelberg
- Ursula Sladek, Grund-u. Hauptschullehrerin a. D. und Michael Sladek, Arzt, Schönau
- Karl-Heinz Stengel, Präses des CVJM-Gesamtverbandes Deutschland, Remchingen
- Ernst Ulrich von Weizsäcker, Dipl.-Physiker und Biologe, Emmendingen
- Tabea Zimmermann-Sloane, Bratschistin, Bochum

## 2013
Die Verleihung fand am 20. April 2013 im Schloss in Mannheim durch Ministerpräsident Winfried Kretschmann statt.
- Inge Auerbacher, Jamaika, New York (USA)
- Ernst Bucher, Kreuzlingen (Schweiz)
- Brigitte Dahlbender, Landesvorsitzende des BUND, Ulm
- Jacques Delors, Europa-Politiker, Paris
- Wolfgang Drexler, Kommunal- und Landespolitiker, Esslingen
- Thomas D (Thomas Dürr), Musiker, Üxheim
- Ursula Eid, Bundestagsabgeordnete, Berlin
- Iring Fetscher, Frankfurt
- Gebhard Fürst, Bischof, Rottenburg
- Eduardo Garcia, Unternehmer, Stuttgart
- Hans-Martin Haist, Freudenstadt
- Regina Halmich, Boxerin, Karlsruhe
- Hans-Werner Hector, Unternehmer, Weinheim
- Josefine Hector, Weinheim
- Mechthild Herder, Freiburg
- Inge Jens, Literaturwissenschaftlerin, Tübingen
- Emmi Kraus, Singen
- Andrea Laux, Leinfelden-Echterdingen
- Ingeborg Mißmahl-Grusche, Konstanz
- Gudrun Müller (Rosalie), Bühnenbildnerin, Stuttgart
- Silvia Neid, Fußball-Bundestrainerin, Wilnsdorf
- Elisabeth Nill, Landtagsabgeordnete, Esslingen
- Erika Reinhardt, Stuttgart
- Werner Sobek, Architekt, Stuttgart
- Gökay Sofuoğlu, Fellbach
- Benjamin Soussan, Landesrabbiner i. R., Kirchzarten
- Edeltraud Wetzel, Stuttgart

## 2014
Die Verleihung fand am 3. Mai 2014 im Schloss in Ludwigsburg durch Ministerpräsident Winfried Kretschmann statt.
- Hasan Aydogan, Mannheim
- Konrad Beyreuther, Wissenschaftler, Heidelberg
- Ilse Birzele, Vorsitzende und Geschäftsführerin des Hauses der Familie Göppingen, Göppingen
- Uwe Brückner, Vorsitzender der Humanethikkommission an der Universität Ulm, Heidelberg
- Elisabeth Cheauré, Sprachwissenschaftlerin, Freiburg im Breisgau
- Brigitte Dethier, Theaterregisseurin, Stuttgart
- Ulrich Fischer, Landesbischof, Neulußheim
- Hermann Heimpel, Arzt und Wissenschaftler, Elchingen
- Erika Heinz, Calw
- Roland Hipp, Stellvertretender Geschäftsführer von Greenpeace Deutschland, Groß Boden
- Kang Sue-jin, Kammertänzerin und Erste Solistin, Stuttgart
- Michael Kienzle, Literaturwissenschaftler, Stuttgart
- Vincent Klink, Koch, Stuttgart
- Gisela Maass, Freiburg
- Dietrich Niethammer, Kinderarzt, Wissenschaftler, Tübingen
- Ernst Pfister, Wirtschaftsminister und Stellvertretender Ministerpräsident, Trossingen
- Dieter Planck, Präsident des Landesdenkmalamts, Stuttgart
- Volker Reimann-Dubbers, Pionier der Energiewende, Heidelberg
- Jutta Riemer, Vorsitzende des Bundesverbands Lebertransplantierter Deutschlands e. V., Bretzfeld
- Stefanie Ritzmann, Stellvertretende Vorsitzende des Conterganverbands Karlsruhe, Karlsruhe
- Annette Saur, Vorsitzende des Vereins zur Hilfe für Cerebralgeschädigte, Mössingen
- Martin Schmitt, Skispringer, Freiburg
- Jörg Sommer, Kinder- und Jugendbuchautor, Bad Friedrichshall
- Sybill Storz, Unternehmerin, Tuttlingen
- Therese Wieland, Ordinariatsrätin, Stuttgart
- Jochen Wollmert, Behindertensportler, Wuppertal

## 2015
Die Verleihung fand am 25. April 2015 im Schloss in Mannheim durch Ministerpräsident Winfried Kretschmann statt.
- Valeri Belenki, Kunstturner und Kunstturntrainer, Ostfildern
- Ellen Brinkmann, Kommunalpolitikerin, Bötzingen
- Reinhard Bütikofer, Bundes- und Landespolitiker, MdEP, Berlin
- Herta Däubler-Gmelin, Bundesjustizministerin a. D., Dußlingen
- Reiner Ehret, Vorsitzender des Landesnaturschutzverbands, Kirchzarten
- Barbara Endreß, ehrenamtliche Sozialbetreuerin, Stuttgart
- Ulrich Endreß, ehrenamtlicher Sozialbetreuer, Stuttgart
- Eric Gauthier, Tänzer und Choreograph, Stuttgart
- Alexander Gerst, Astronaut, Niedernhall
- Stefan Hell, Nobelpreisträger Chemie, Heidelberg
- Horst Hippler, Physikochemiker, Karlsruhe
- Ulrich Höpfner, Energie- und Umweltforscher, Heidelberg
- Yavuz Kazanҫ, Vorsitzender des Verbands der islamischen Kulturzentren, Stuttgart
- Erich Klemm, ehem. Vorsitzender des Gesamtbetriebsrats und Aufsichtsrat der Daimler AG, Calw
- Nicola Leibinger-Kammüller, Vorsitzende der Geschäftsführung der Trumpf GmbH, Gerlingen
- Günther Oettinger, EU-Kommissar, Ministerpräsident a. D., Ditzingen
- Marianne Raven, ehem. Geschäftsführerin des Kinderhilfswerks Plan International, Baden-Baden
- Martin Schäfer, geschäftsführender Vorstand der Arbeitsgemeinschaft für ökologischen Landbau, Leinfelden-Echterdingen
- Inge Schöck, Vorsitzende des Landesverbands Gemeindepsychiatrie, Stuttgart
- Christoph Sonntag, Kabarettist, Stuttgart
- Barbara Spehr, ehrenamtliche Sozialbetreuerin, Stuttgart
- Gertrud Stihler, ehrenamtlicher Flüchtlingsbetreuer, Karlsruhe
- Johannes Stockmeier, ehem. Präsident der Diakonie Deutschland, Pfinztal
- Daniel Strauß, Vorsitzender des Landesverbands Deutscher Sinti und Roma, Neulußheim
- Jacek Zieliniewicz, Überlebender des Holocaust, Erinnerungs- und Versöhnungsarbeit, Bydgoszcz (Polen)

## 2016
Die Verleihung fand am 23. April 2016 im Schloss in Ludwigsburg durch Ministerpräsident Winfried Kretschmann statt.
- Winfried Aßfalg, Sonderschulrektor i. R., Ehrenbürger der Stadt Riedlingen, Riedlingen
- Michael Bamberg, Professor für Radioonkologie, Gründungspräsident der Deutschen Gesellschaft für Radioonkologie, Tübingen
- Emilie Bauer, Stuttgart
- Daniyel Demir, Vorsitzender des Bundesverbandes der Aramäer in Deutschland, Walldorf
- Christiane Eichenhofer, Gründerin und Vorsitzende der Stiftung Christiane Eichenhofer, Lorch
- Ivo Gönner, ehem. Oberbürgermeister der Stadt Ulm, Ulm
- Norbert Hamberger, langjähriger Entwicklungshelfer in Tansania, Neudenau
- Claus Dieter Hoffmann, Aufsichtsratsvorsitzender der EnBW Energie Baden-Württemberg AG, Stuttgart
- Elisabeth Jeggle, ehem. Mitglied des Europäischen Parlaments, Biberach an der Riß
- Jean-Baptiste Joly, Direktor und künstlerischer Leiter der Stiftung Akademie Schloss Solitude, Stuttgart
- Sami Khedira, Fußballspieler bei Juventus Turin, deutscher Nationalspieler, Fellbach
- Jan Ilhan Kizilhan, Psychologe, Professor an der Dualen Hochschule Villingen-Schwenningen, Villingen-Schwenningen
- Wolfgang Marguerre, Unternehmer und Mäzen, Heidelberg
- Karin Maßen, Leiterin des Freien Theaters Tempus fugit e. V. Lörrach, Rheinfelden
- Renate Rastätter, ehem. Abgeordnete der Grünen im Landtag von Baden-Württemberg, Karlsruhe
- Gabriele Röthemeyer, ehem. Geschäftsführerin der Medien- und Filmgesellschaft Baden-Württemberg, Windeby
- Dagmar Schmieder, Geschäftsführerin der Kliniken Schmieder Stiftung & Co. KG, Konstanz
- Kurt Schrimm, ehem. Leiter der Zentralen Stelle der Landesjustizverwaltungen zur Aufklärung nationalsozialistischer Verbrechen, Bondorf
- Hermann Schröder, Landesbranddirektor, Dossenheim
- Hans-Jörg Vetter, Bankmanager, Vorstandsvorsitzender der Landesbank Baden-Württemberg, Königstein
- Josef Wieler, Intendant der Staatsoper Stuttgart, Stuttgart
- Hannelore Wörz, Präsidentin des LandFrauenverbandes Württemberg-Baden, Güglingen

## 2017
Die Verleihung fand am 6. Mai 2017 im Schloss in Mannheim durch Ministerpräsident Winfried Kretschmann statt.
- Hubert Bour, Prälat, ehem. Domkapitular der Diözese Rottenburg-Stuttgart, Tübingen
- Albin Braig, schwäbischer Mundartschauspieler, Leiter der „Kommede-Scheuer“ in Leinfelden-Echterdingen, Herrenberg
- Cacau, ehem. Fußballspieler des VfB Stuttgart und der deutschen Nationalmannschaft, Korb
- Antje von Dewitz, Unternehmerin, Geschäftsführerin des Bergsportausstatters VAUDE, Tettnang
- Christa Fritschi, Gründerin der Aktion Kinderherzen, Orsingen-Nenzingen
- Karlheinz Hartmann, schwäbischer Mundartschauspieler, Herrenberg
- Margot Hombach, Ulm
- Dieter Kosslick, Direktor der Internationalen Filmfestspiele, Berlin
- Henriette Mojem, Leiterin des Hauses der Donauschwaben in Sindelfingen, Stuttgart
- Dorothea Moritz, Pädagogin und Gewerkschafterin, Heimsheim
- Reinhart Müller, Pfarrer und Kommunalpolitiker, Ulm
- Richy Müller, Schauspieler, Chiemgau
- Gabriele Müller-Trimbusch, Kommunalpolitikerin, ehem. Sozialbürgermeisterin der Landeshauptstadt Stuttgart, Stuttgart
- Werner Pokorny, Bildhauer, Ettlingen
- Lucia Reisch, Sozial- und Wirtschaftswissenschaftlerin, Verbraucherschützerin, Stuttgart
- Eva Schneider-Borgmann, Frauenrechtlerin, Freiburg im Breisgau
- Willi Steul, Journalist, ehem. Intendant des Deutschlandradios, Berlin
- Monika Stolz, ehem. baden-württembergische Arbeits- und Sozialministerin, Ulm
- Christian Stürmer, Jurist und Behindertenaktivist, Vorsitzender des Contergannetzwerks Deutschland, Ostfildern
- Eberhard Veit, Manager, ehem. Vorstandsvorsitzender der Festo AG, Göppingen
- Robert Walter, ehem. Direktor des Deutsch-Französischen Kulturzentrums in Karlsruhe, Straßburg (Elsaß)
- Carmen Würth, Niedernhall

## 2018
Die Verleihung fand am 28. April 2018 im Schloss in Ludwigsburg durch Ministerpräsident Winfried Kretschmann statt.
- Karl Allgöwer, ehem. Fußballspieler des VfB Stuttgart, Gingen an der Fils
- Benno Baumeister, Pater, Afrikamissionar, Bujumbura/Burundi
- Ellen Breckwoldt, ehem. Mitglied des Freiburger Gemeinderates, Freiburg im Breisgau
- Ulrich Dietz, Diplom-Ingenieur, Manager, Stuttgart
- Klaus Fischer, Unternehmer, ehem. Gesamtgeschäftsführer der Unternehmensgruppe Fischer, Waldachtal
- Ulrike Freund, Geschäftsführerin der Brauerei Gold Ochsen, Ulm
- Werner Hacke, Neurologe, Seniorprofessor für Medizin der Universität Heidelberg, Mannheim
- Matthias Holtmann, Musiker, ehem. Moderator des Radiosenders SWR1 Baden-Württemberg, Leonberg
- Willi Kamphausen, ehem. Gemeinderatsmitglied, Vorsitzender des Vereins „Brückenhaus“, Stadtführer, Kirchheim unter Teck
- Andreas Lapp, Aufsichtsratsvorsitzender der Lapp Gruppe, Honorarkonsul der Republik Indien, Stuttgart
- Bettina Noack, Ehrenvorsitzende des Mütterforums Baden-Württemberg, Reutlingen
- Stephan Alois Oberle, Vorstand des Netzwerkes „Zeit für Psyche Baden-Württemberg“, Illmensee
- Philippe Richert, französischer Politiker, Präsident des Regionalsrats der Region Grand Est, Wimmenau/Frankreich
- Edith Rönnebeck, Vorsitzende der Interessensgemeinschaft „Das herzkranke Kind e. V.“, Stuttgart
- Heike Schiller, Fotografin, Politikerin, Vorsitzende der Heinrich-Böll-Stiftung Baden-Württemberg, Stuttgart
- Sabine Spitz, Radrennfahrerin, Olympiasiegerin im Cross Country, „In Via“-Botschafterin der Erzdiözese Freiburg, Murg
- Barbara Traub, Vorstandsvorsitzende der Israelitischen Religionsgemeinschaft Württemberg, Stuttgart
- Eberhard Trumpp, ehem. Hauptgeschäftsführer des Landkreistages Baden-Württemberg, Leinfelden-Echterdingen
- Thomas Weber, Ingenieur, Mitglied der „Nationalen Plattform Elektromobilität“, Stuttgart

## 2019
Die Verleihung fand am 18. Mai 2019 im Schloss in Mannheim durch Ministerpräsident Winfried Kretschmann statt.
- Barbara Bosch, Oberbürgermeisterin, Reutlingen
- Edmund Brenner, Vorstandsvorsitzender der Sparkasse Tauberfranken, Bad Mergentheim
- Gernot Erler, Bundestagsabgeordneter, Freiburg im Breisgau
- Cornelia Ewigleben, Leiterin des Landesmuseums Württemberg, Karlsruhe
- Martina Feierling-Rombach, Unternehmerin, Freiburg i. Br.
- Pavel Hoffmann, KZ-Opfer, Reutlingen
- Felix Huby, Journalist, Drehbuchautor und Schriftsteller, Berlin
- Uta Lüttich, Vorsitzende der Landsmannschaft Ostpreußen in Baden-Württemberg, Stuttgart
- Waltraut Maier, Fellbach
- Wolf Ekkehard Melzer, Heidelberg
- Peter Neher, Präsident des Deutschen Caritasverbandes, Freiburg im Breisgau
- Ortwin Renn, Sozialwissenschaftler, Potsdam
- Heide Rühle, Europaabgeordnete, Stuttgart
- Josef Schaut, Kopf und Seele des Oberschwäbischen Kalenders, Fronreute
- Hans Richard Schwenninger, Biologe und Wildbienen-Experte, Stuttgart
- Gerhard Stratthaus, ehem. Finanzminister von Baden-Württemberg, Brühl
- Götz W. Werner, Unternehmer, Stuttgart
- Manfred Wittenstein, Unternehmer, Bad Mergentheim
- Diether Raff, Historiker, Heidelberg (Verleihung am 29. September 2019)

## 2020
Die Übergabe des Ordens erfolgte wegen der COVID-19-Pandemie einzeln an die Geehrten an ihrem Wohnort.
- Kenneth Alex, Klimaschützer (Under2Coalition), Berkeley/USA
- Frank Baum, Umweltschützer, Staufen im Breisgau[13]
- Cornelia Bierlmeier, ehrenamtlich Engagierte, Hechingen[14]
- Axel Clesle, Stuttgart
- Inés de Castro, Ethnologin, Stuttgart
- Heinz Franke, ehrenamtlich Engagierter, Backnang[15]
- Inge Gräßle, Politikerin, Heidenheim
- Tim Guldimann, Botschafter a. D., Berlin
- Rosa Karcher, Achern-Oberachern
- Jürgen Klopp, Fußballtrainer, Liverpool/Vereinigtes Königreich
- Manfred Krautter, Umweltschützer, Plüderhausen[16]
- Nimet Leone, Kornwestheim
- Matthias Lieb, Landesvorsitzender des VCD[17]
- Helmut Nanz, Unternehmer, Stuttgart
- Charlotte Niemeyer, Krebsforscherin, Freiburg i. Br.
- Heidelore Rampp, ehrenamtlich Engagierte für ehemalige Heimkinder, Stuttgart
- Paul Schobel, Geistlicher, Böblingen
- Frank Stäbler, Ringer, Leinfelden-Echterdingen
- Robert Steegmann, Strasbourg/Frankreich
- Christian Streich, Fußballtrainer, Freiburg i. Br.
- Imre Török, Schriftsteller, Leutkirch im Allgäu[18]
- Martin Wikelski, Biologe, Konstanz
- Natalia Wörner, Schauspielerin, Berlin
- Wolfram G. Zoller, Mediziner, Stuttgart[19]

## 2021
Die Verleihung fand am 23. Juli 2021 im Neuen Schloss in Stuttgart durch Ministerpräsident Winfried Kretschmann statt.
- Rudolf Böhmler, Staatssekretär, Schwäbisch Gmünd
- Jochen Cornelius-Bundschuh, Landesbischof der Evangelischen Landeskirche in Baden, Karlsruhe
- Inés de Castro, Ethnologin, Direktorin des Linden-Museums, Stuttgart
- Gisela Erler, Staatsrätin, Berlin
- Ingeborg Gräßle, Abgeordnete, Schwäbisch Gmünd
- Mercedes Gröger, ehrenamtlich Engagierte, Stuttgart
- Anna Katharina Hahn, Schriftstellerin, Stuttgart
- Gottfried Härle, Unternehmer, Leutkirch im Allgäu
- Erwin Hetger, Landespolizeipräsident und Landesvorsitzender des Weißen Rings, Stuttgart
- Eckart Köhne, Direktor des Badischen Landesmuseums und Präsident des Deutschen Museumsbundes, Karlsruhe
- Karl-Heinz Meier-Braun, Journalist und Autor, Ostfildern
- Klaus-Peter Murawski, Staatsminister
- Christina Obergföll, Speerwerferin, Hohberg
- Cem Özdemir, Bundestagsabgeordneter, Berlin
- Albert Raff, Numismatiker, Stuttgart
- Thomas Schnabel, Leiter des Hauses der Geschichte Baden-Württemberg, Heilbronn
- Gisela Schneider, Ärztin, Tübingen
- Bernhard Schölkopf, Informatiker, Tübingen
- Benjamin Soussan, Rabbiner, Kirchzarten
- Ilse Teipelke, Künstlerin, Kehl
- Christine Urspruch, Schauspielerin, Wangen im Allgäu
- Ute Vogt, Abgeordnete, Stuttgart
- Brigitte Vöster-Alber, Unternehmerin, Stuttgart
- Roland Wehrle, Präsident der Vereinigung Schwäbisch-Alemannischer Narrenzünfte, Furtwangen im Schwarzwald
- Erhard Roy Wiehn, Soziologe, Konstanz
- Rainer Wieland, Europaabgeordneter, Gerlingen

## 2022
Die Verleihung fand am 30. April 2022 im Schloss Ludwigsburg durch Ministerpräsident Winfried Kretschmann statt.
- Birgit Braun, Umweltschützerin, Möglingen
- Helga Breuninger, Vorsitzende der Stuttgarter Bürgerstiftung, Ketzin/Havel
- Georg Cremer, ehemaliger Generalsekretär des deutschen Caritasverbandes, Merzhausen
- Christa Fuchs, Landwirtin, Argenbühl
- Maria Furtwängler, Schauspielerin, München
- Ulrike Groos, Direktorin des Kunstmuseums Stuttgart, Stuttgart
- Friedlinde Gurr-Hirsch, Staatssekretärin, Untergruppenbach
- Patrick Haag, ehrenamtlich Engagierter während der Covid-19-Pandemie, Schwarzach
- Hubert Haas, ehrenamtlich Engagierter, Schramberg
- Heinz Högerle, Heimatforscher, Horb am Neckar
- Michael Hörrmann, Geschäftsführer der Staatlichen Schlösser und Gärten Baden-Württemberg, Karlsruhe
- Roger Kehle, Präsident des Gemeindetags, Weilheim an der Teck
- Marco-Sharif Khan, Musikpädagoge, Lahr
- Lenelis Kruse-Graumann, Umweltpsychologin, Lobbach
- Katrin Lichy, Gesundheits- und Krankenpflegerin, Ludwigsburg
- Angelika Reinecke-Eckhardt, Tafel-Organisatorin, Aalen-Unterkochen
- Alfred Ritter, Unternehmer, Ettlingen
- Roland Sing, Vorsitzender des Landesverbands des VdK, Leinfelden-Echterdingen
- Barbara Staudacher, Heimatforscherin, Horb am Neckar
- Paul Westrich, Wildbienenexperte, Kusterdingen
- Marianne Wonnay, Sozialpolitikerin, Emmendingen

## 2023
Die Verleihung an 23 verdiente Persönlichkeiten fand am 22. April 2023 im Schloss Mannheim durch Ministerpräsident Winfried Kretschmann statt.
- Richard Arnold, Oberbürgermeister von Schwäbisch Gmünd
- Udo Dahmen, künstlerischer Direktor, Geschäftsführer und Professor der Popakademie Baden-Württemberg,  Mannheim
- Evelyne Gebhardt, ehemalige Vizepräsidentin des Europäischen Parlaments, Schwäbisch Hall
- Karolina Gernbauer, Staatsrätin der Bayerischen Staatskanzlei, München
- Ulrich Goll, ehemaliger Justizminister, Bodman-Ludwigshafen
- Alexander Gruslak, Projektverantwortlicher für Hilfsprojekte in der Ukraine beim Christlichen Diakonischen Hilfswerk Stephanus, Fellbach
- Wolfgang Hansch, Geschäftsführer der experimenta, Flein
- Hugo Albert Katus, ehemaliger Ärztlicher Direktor am Universitätsklinikum Heidelberg, Heidelberg
- Hans Peter Keller, Kunstpädagoge und Ausbildungsberater der Pädagogischen Hochschule Weingarten, Kressbronn am Bodensee
- Stephanie Mair-Huydts, Leitung der Verlagsgruppe MairDumont, Ostfildern
- Franz Pitzal, ehemaliger Gemeindepfarrer in Renningen
- Tobias Rehberger, Professor an der Staatlichen Hochschule für Bildende Künste – Städelschule, Frankfurt am Main
- Gerhard Schmidtke, Pionier der Atmosphärenforschung und war Mitbegründer des heutigen Fraunhofer-Instituts für Physikalische Messtechnik, Freiburg im Breisgau
- Hedwig Seidel-Lerch, ehemalige Gemeinderätin und Vorsitzende des CDU-Ortsverbands Leutkirch, Leutkirch im Allgäu
- Edith Sitzmann, ehemalige Finanzministerin, Freiburg im Breisgau
- Uwe Spetzger, Neurochirurg am Städtischen Klinikum Karlsruhe, Karlsruhe
- Natja Stockhause, Mitbegründerin des Vereins 46PLUS Down-Syndrom Stuttgart, Kornwestheim
- Gerda Tschira, Stifterin, Heidelberg
- Hans-Gerd Tschuch, Betreuer der Koordinierungsstelle Fledermausschutz Nordbaden, Linkenheim-Hochstetten
- Hubert Wandjo Business Direktor und Geschäftsführer der Popakademie, Kronberg im Taunus
- Annette Widmann-Mauz, ehemalige Staatsministerin und MdB, Balingen

## 2024
Die Verleihung fand am 19. April 2024 im Neuen Schloss Stuttgart durch Ministerpräsident Winfried Kretschmann statt.
- Gert Joachim Aldinger, Winzer (Weingut Gerhard Aldinger), Fellbach
- Almut Arneth, Ökosystemforscherin am Karlsruher Institut für Technologie, Garmisch-Partenkirchen
- Edmund Baur, ehemaliger Vizepräsident des Malteser Hilfsdienstes, Winnenden
- Bettina Bernadotte, Geschäftsführerin der Mainau GmbH, Konstanz
- Rotraut Susanne Berner, Illustratorin und Kinderbuchautorin, München
- Sonja Blattmann und Karin Derks, Leiterinnen des MuT-Zentrum für Gewaltprävention, Kandern
- Ulrike Cress, Psychologin und Direktorin des Leibniz-Institut für Wissensmedien, Stuttgart
- Waltraud Eschelbach, Bereitschaftspflegerin, Mannheim
- Wolfgang Faißt, Bürgermeister von Renningen
- Matthias Ginter, Fußballspieler, Merzhausen
- Werner Knubbern, Polizeiseelsorger, Sigmaringen
- Paul Maar, Kinderbuchautor, Bamberg
- Egon Oehler, Landwirt, Bad Saulgau
- Ernst Rieger, Saatgutproduzent, Blaufelden
- Kurt Schellenberg, Gründer des Institut für Materialforschung, Rottweil
- Ewald Karl Schrade, Gründer der Art Karlsruhe, Ehingen
- Volker Schwender, Gründer von „Integrationsprojekt Hiphop-Breakdance“, Buchen (Odenwald)
- Gudrun Sidrassi-Harth, ehemalige Vorsitzende des Asylarbeitskreises Heidelberg
- Carmen Stadelhofer, Vorsitzende des Instituts für virtuelles und reales Lernen in der Erwachsenbildung Ulm
- Saša Stanišić, Schriftsteller, Hamburg

## 2025
Die Verleihung fand am 9. Mai 2025 im Schloss Mannheim durch Ministerpräsident Winfried Kretschmann statt.
- Roland Arnold, Unternehmer, Pfronstetten
- Aleida Assmann, Anglistin, Ägyptologin und Literatur- und Kulturwissenschaftlerin, Konstanz
- Andreas Braun, Vorsitzender des Landesverbands Selbsthilfe Körperbehinderter Menschen Baden-Württemberg, Neustetten
- Elmar Braun, Politiker, Maselheim
- Rudolf Bühler, Öko-Landwirt und Unternehmer, Wolpertshausen
- Sylvia Dommer-Kroneberg, Unternehmerin, Stuttgart
- Andreas Fath, Chemiker, Haslach im Kinzigtal
- Lisa Federle, Ärztin, Tübingen
- Walter Feeß, Unternehmer, Kirchheim unter Teck
- Reinhold Gall, Politiker, Obersulm
- Ernst Heimes, Kulturmanager, Rottenburg am Neckar
- Jürgen Hennig, Chemiker und Medizinphysiker, Freiburg im Breisgau
- Sibel Kekilli, Schauspielerin, Hamburg
- Marie-Luise Linckh, Präsidentin des Landfrauenverbands Württemberg-Baden, Vaihingen an der Enz
- Axel Mayer, Geschäftsführer des BUND-Regionalverbands Südlicher Oberrhein, Endingen am Kaiserstuhl
- Tobias Merckle, Sozialunternehmer, Leonberg
- Harry Pfau, Initiator eines Foodsharings, Stuttgart
- Klaus Schirdewahn, LGBT-Aktivist, Mannheim
- Nils Schmid, Politiker, Reutlingen
- Frank Schmidt, Fußballtrainer, Bachhagel
- Sontraud Speidel, Pianistin, Karlsruhe
- Ursula Stärk, Opferschutzbeauftragte, Karlsruhe
- Martha Wahl, Leiterin einer Selbsthilfegruppe für Angehörige von Suizidopfern, Bad Schussenried
- Hans-Ulrich Weth-Häbel, Vorsitzender des Vereins für Schuldnerberatung Tübingen, Tübingen